# ベンヤミン・ネタニヤフ
ベンヤミン・ネタニヤフ（בנימין נתניהו, Benjamin Netanyahu, またはBinyamin  発音, ビンヤミン・ネタニヤーフ、ネタニヤウ、ナタニヤウ（原音に近い）、1949年10月21日 - ）は、イスラエルの政治家。イスラエル首相（第13・17・20代）、クネセト議員（13期）、リクード議長（第3・5代）。
外務大臣（第17代）、財務大臣（第18・20・24代）、通信大臣（第33代）、イスラエル国連大使（第7代）を歴任した。ネタニヤフとはヘブライ語で「ヤハウェが与える」という意味。2023年パレスチナ・イスラエル戦争において、ガザ地区の住民を飢餓に陥れた戦争犯罪や、住民を大規模かつ組織的に攻撃した人道に対する罪の疑いにより、国際刑事裁判所から逮捕状が出ている。
イスラエル建国後に生まれた最初の首相経験者であり、歴代首相の中で最年少で首相に就任した人物でもある。首相としての通算任期17年は歴代最長である。イスラエル国内や海外での同胞ユダヤ人たちの間などでは「ビビ」の愛称で呼ばれている。若い頃には、ベン・ニタイ（Ben Nitay,בן ניתאי）という名でメディアに登場したことがある。
ネタニヤフはミスター・セキュリティ（ミスター安全保障）を自称している。ネタニヤフはイスラエルの存立を脅かす勢力に対して強硬な立場をとることで知られるが、ガザ地区でのハマース掃討作戦に関して「アマレク人（ヤハウェの命で聖絶された民族）が我々に対して何をしたかを思い起こせと私たちの聖書が呼び掛けている」「私たちはアマレク人の所業を記憶している」と発言するなど、ジェノサイドを示唆するような言動に関しての批判もある。

## 略歴

### 家族及び個人の背景
1949年、父ベン＝ツィオン・ネタニヤフと母ジラ・ネタニヤフ夫妻の次男としてテルアビブで生まれた。父親のベン＝ツィオンはロシア姓をミレイコフスキー（Милейковский）といい、1910年に、旧ロシア帝国ポーランド領ワルシャワで生まれた。彼の父（ベンヤミンの祖父）は、シオニスト運動家のネイサン・ミレイコフスキーで、一家は1920年にパレスチナへ移住し、エルサレムに入植した。ベン＝ツィオンもまた父の思想を受け継いだシオニスト運動家で、コーネル大学でユダヤ史の教授をつとめた。及びヘブライ・エンサイクロペディアの編集者であり、それが息子たちの思想に大きく影響している。兄のヨナタン・ネタニヤフは1976年のエンテベ空港奇襲作戦で戦死している。弟のイド・ネタニヤフは放射線科医であり劇作家でもある。兄弟は三人ともイスラエル国防軍のエリート部隊、「サイェレット・マトカル」に所属していた。
ネタニヤフは家族と共に1956年から1958年、1963年から1967年にかけてアメリカに在住。ペンシルベニア州フィラデルフィアの郊外で成長し、チェルテナム高校を卒業した（兄も同高校を卒業している）。高校ではディベートクラブに所属していた（そのため英語に堪能であり、言葉にはフィラデルフィア訛りがあるという）。
高校卒業後にイスラエル国防軍に入隊し、上記のとおりサイェレット・マトカルに所属。1967年から1973年にかけて様々な軍務（第三次中東戦争、消耗戦争、サベナ航空572便ハイジャック事件の解決）に従事。1972年には肩を撃たれて負傷している。第四次中東戦争では部隊を率いてシリア領内に侵入した。1973年に除隊（最終階級は大尉）。
除隊後はアメリカに戻り、マサチューセッツ工科大学の理工学位とMITスローン経営大学院の学位を取得、ハーバード大学とMITで政治学を学んだ。三度結婚しており、最初の結婚で娘のノアをもうけた。現在は、客室乗務員だった三番目の妻サラと共に暮らし、ヤイール、アヴナー の2人の息子がいる。ヤイールは現在、軍務に就いている。
MITを優秀な成績で卒業後、1976年から1978年にかけてボストン・コンサルティング・グループで経営コンサルタントとして勤務し（当時の同僚に後のマサチューセッツ州知事となるミット・ロムニーがいた）、イスラエルに帰国。

### 政界入り
政治の世界に身を投じたきっかけは、後に国防相、外相をつとめることになる政界の大御所・モーシェ・アレンスの勧めによるものである。1982年には、当時駐米大使をつとめていたアレンスの下で勤務。1984年から1988年までは、同国の国連大使を務める。同年にはリクードから総選挙に出馬し国会議員に初当選を果たす。イツハーク・シャミール政権下で外務次官をつとめ、1991年、サッダーム・フセイン体制下にあった当時のイラク軍のクウェート侵攻に端を発する湾岸戦争の際、外務次官という立場でありながら事実上のスポークスマンとして自国の大義を力説。それも、米国人と寸分違わぬ英語での話術は脚光を浴び、政界のホープとして嘱望され始める。
転機となったのは、翌・1992年の総選挙である。カリスマ的な人気を誇ったイツハク・ラビン率いる労働党の前に、首相のシャミル率いるリクードは大敗して野党になった。シャミルは党首を辞任して政界を引退した。ネタニヤフは同年のリクード党首選に出馬、当選2回でありながら、ベニー・ベギンやダビッド・レビ、モシェ・カツァブを破り、リクードの党首になった。

### 首相職（1期目）
ネタニヤフはパレスチナ過激派のイスラエルに対する自爆攻撃が多発した1996年7月の総選挙で勝利し、1992年にクセネト（国会）で成立していた首相公選制に基づいて行われた首相選挙で選出された。シモン・ペレスはパレスチナ過激派の自爆攻撃を鎮めることができず、公の信頼は急速に低下していた。1996年3月3日、4日のパレスチナによる二度の自爆攻撃では32人のイスラエル人が死亡した。この攻撃がきっかけとなり、ペレスはテロリズムに対する無策が批判され結局選挙で敗北することとなる。ペレスと異なり、ネタニヤフはヤーセル・アラファートを信頼せず、和平プロセスはパレスチナ自治政府の義務であるとし、自国に対するあらゆる攻撃に対抗する姿勢を示した。
首相として彼はヤーセル・アラファートと交渉し、ワイ・リバー合意を成立させた。しかし多数の者がネタニヤフはパレスチナ自治政府との合意を遅らせようとしていると非難した。ネタニヤフの和平交渉へのアプローチは強者としてのイスラエルをパレスチナ側に押しつけるものであった。
"彼らが与えるならば - 彼らは得ることができる。彼らが与えない場合 - 彼らの得る物は無い。"
"יתנו - יקבלו. לא יתנו - לא יקבלו"
このアプローチはうまくいくように思われた。前任者ペレスや後任者バラックと異なり、ネタニヤフの在任期間はパレスチナの自爆攻撃は少なく比較的平静であった。1996年にネタニヤフとエルサレム市長エフード・オルメルトは嘆きの壁のトンネルに出口を開くことを決定した。この決定はパレスチナ人による三日間の暴動の口火となり、百人以上のパレスチナ人がイスラエル側によって殺害された。
対テロリズム政策の成功にもかかわらず、ネタニヤフは多くのエリートに嫌われ、メディアからは左翼と同一視された。一連のスキャンダル（彼の妻のゴシップを含む、97年には当時最側近だったツァヒ・ハネグビ法相に贈収賄疑惑が浮上するものの、最高検は嫌疑不十分で立件を断念している）と汚職に関する調査の後、ネタニヤフは大衆の支持を失った。
1999年の総選挙でエフード・バラック率いる労働党に敗北した後、ネタニヤフは、一時的に政治から身を引いた。

### 2000年以降の政治活動
汚職事件から身をかわすため、ネタニヤフは政治の世界から一時身を引き、議員の職も同時に辞していたが、2000年9月27日、イスラエル最高検が、ネタニヤフ夫妻の立件を証拠不十分で断念する。
これを受けネタニヤフは、既に死に体となっていたバラック政権倒閣・復権に乗り出そうとするが、既にリクード党首の地位にあったアリエル・シャロンの方が役者が一枚上手で、翌日9月28日神殿の丘訪問でリクードの末端党員・右派陣営の心を完全に掌握してしまう。進退窮まったバラックは首相職を辞任・再選挙に打って出るが、議員の職にないネタニヤフは出馬を封じられ、選挙はシャロンの圧倒的勝利に終わる。
その後、首相の椅子をつかんだシャロンとネタニヤフの関係は抜き差しならない状態となり、2002年5月にネタニヤフの傘下にあるリクード・中央委員会がパレスチナ国家反対決議を行うと、両者の溝は決定的になる。
2002年10月イスラエル労働党が政権を離脱、解散･総選挙の実施が決まり、リクード党首選が前倒しとなると、持論である「アラファト議長追放」「パレスチナ国家断固反対」を掲げ、シャロンと激突する。
2002年11月の党首選でシャロンがネタニヤフに圧勝した後、対立劇はいったん収束。2003年1月の総選挙でリクードが勝利すると、ネタニヤフは財務相に任命される。
しかし2004年2月、シャロンがガザからの全面撤退を掲げた一方的ガザ地区撤退計画を発表すると、両者の対立が再燃する。シャロンは末端党員の支持を受けた上で計画の実現を画策するが、2004年5月に行われたリクードの党員投票では20ポイントもの差をつけられ撤退計画は拒否される。ネタニヤフは当然反対の意を示し、シャロンの腹心だったリモール・リブナット教育相もこれを境にシャロンから離反してしまう。撤退計画は、シャロンとネタニヤフの権力闘争という意味合いだけではなく、党内の強硬派と穏健派の対立、党是であった大イスラエル主義（「約束の地」の範囲を元々イスラエルのものと捉える思想）の是非といった、古い問題を顕在化させてしまったのである。党員投票で敗れたシャロンは、これを機にリクードへの不信感を募らせ、このことが翌年の集団離党・カディーマ結党へつながっていった。一方的ガザ地区撤退計画は党員投票では否決されたものの、2004年10月、労働党の支持を得て国会で何とか通過させる。その際もリクードの40人の議員の内17人が造反。党は完全に分裂状態となる。
2005年8月7日、撤退計画の最終閣議決定の直前に、ネタニヤフは「ガザをテロリストの前線基地にする愚挙」として財務相を抗議の辞任、8月30日には本格的に倒閣運動に乗り出す。しかし、これも同年11月21日にシャロンらが集団離党する形で計画は頓挫する。ネタニヤフの決断が遅すぎたことと、シャロン以上に右寄りの政策（倒閣運動の翌日には、マアレ・アドゥミームを訪問し、ユダヤ人入植地の拡大を明言している）を打ち出さなければならなかったことも、彼には不利に働いた。
財務相として、ネタニヤフはアル・アクサ・インティファーダの間にイスラエル経済回復のため大胆な計画経済を試みた。それは多数の論争の的となったが、計画はより多くの自由主義市場への動きを含んでいた。

### リクード党首に再登板
2005年11月、シャロンやオルメルトが集団離党し、カディーマの結成に動くと、不在になった党首の座をめぐり、党首選が前倒しとなる。翌月・12月19日、ネタニヤフは47%の支持を得て党首に返り咲く。しかし、シャロンらの離党・カディーマの結成で中道票をこぞって奪われ、自身が掲げるサッチャー流の経済政策は、格差拡大を助長させると集中砲火を浴びる。2006年3月28日に行われた総選挙では、リクードは歴史的惨敗を喫する。わずか12議席に落ち込み、第4勢力にまで後退することとなった。そのため、リモール・リブナット元教育相などからは党首辞任を要求する声が出たが、大勢にはならず、ネタニヤフはその地位にとどまり、反撃の機会を窺っている。リクードの分裂は、党の弱体化を招いたものの、ネタニヤフの側近や党内強硬派は力を温存する純化路線を一方でもたらした。ただ、選挙後の支持率は挽回傾向にあり、2006年8月に行われた世論調査ではオルメルト首相を抑え、次期首相候補のトップに立った。これは、オルメルト政権によるレバノン侵攻の失敗と、そのレバノン侵攻の際、ネタニヤフは一切政局にすることなく黙々と政権支持を貫いたこと。このことに国民が好感を持ったためである。ガザ地区撤退計画の際のシャロンへの執拗な糾弾がたびたび非難を浴びていたため、ネタニヤフもそれを意識していたものと思われる。2007年1月に地元紙が行った世論調査によるとネタニヤフが率いるリクードは現在選挙が行われれば、29議席を獲得し、第1党になるとの結果が出た。一方のオルメルト首相のカディーマはわずか12議席との予測が出ており、現在はリクードが12,カディーマが29の議席をそれぞれ得ているので、オルメルト政権は発足後1年もたたないうちに逆転を許したことになる。2007年11月の世論調査でもリクードの支持は落ちていない。
また、ここ数年脅威が高まるイランの核武装については、極めて強硬な立場で、メナヘム・ベギン元首相が1981年にイラクのオシラク原子炉爆撃を断行したバビロン作戦を引き合いに出し、イスファハーンなど核関連施設への先制攻撃も辞さない考えを示している。
中東和平については、オルメルト政権が主張するヨルダン川西岸入植地解体、シリアとの和平交渉及びそれに伴うゴラン高原返還、エルサレム東西分割案に、いずれも「イスラエルを危険に晒す」として反対の姿勢を貫いている。
2007年8月14日に行われたリクードの前倒し党首選で、73%の得票で再選される。
2007年9月19日地元テレビのインタビューで同月6日のイスラエル空軍によるシリアへの限定空爆を暴露。オルメルト首相に支持する旨を伝えていたことを明らかにした。空爆施設は、シリアが北朝鮮の協力の下、核開発を進めていた疑いがもたれている。
2008年1月10日、イスラエルを訪問したジョージ・ブッシュ大統領会談し、イランの軍事的脅威に対する意見交換を行った。

### 復権・首相再登板へ
2009年2月10日に実施された、総選挙ではカディーマに第1党を譲ったものの、73万票弱を獲得、12議席から27議席へと大きく勢力を倍増させた。同選挙では、従来からの主張であるイランの核武装阻止、ガザ紛争後もハマースに対する攻勢強化を訴え人心を掴んだ。選挙戦の際にはゴラン高原を訪問、現地で植樹を行い入植地拡大を約束している。また、同選挙ではかつて政策的に激しく対立していたベニー・ベギン元科学相、ダン・メリドール元財務相と関係を修復するとともに、国民的人気の高いモーシェ・ヤアロン元参謀総長を三顧の礼で迎えた（3氏ともリクード公認・当選を果たしている）。同選挙では、政策的に近い右派・宗教政党が大きく躍進したことから、同諸政党が何れもネタニヤフを首相として推挙。同月19日にはこれまで態度を明らかにしていなかったイスラエル我が家がネタニヤフ支持を鮮明にしたことから、翌・20日にシモン・ペレス大統領がネタニヤフを首班とした組閣を要請。ネタニヤフ自身は、右派・宗教政党主体では政局運営が困難なことからカディーマを加えた大連立を模索しており、同月22日・28日に党首会談を行うも決裂。カディーマとの大連立は半ば断念するものの、労働党との連立交渉は進んでおり、政権発足は3月中旬になると見られていたが、労働党内で反発が強く労働党との交渉は難航。3月15日にはイスラエル我が家と政策合意、党首のアヴィグドール・リーベルマンの外相就任が確認された。同月23日には宗教政党・シャスと政策合意を果たした。31日には右派連立内閣が発足、ネタニヤフは10年振りに首相の座に返り咲く事になった。

### 首相職（第2次）
労働党、シャスなど6党から成るネタニヤフ政権は、同年6月14日、対パレスチナ政策で微修正の動きを見せた。同日、ネタニヤフはテル・アヴィヴのバル＝イラン大学での演説で、限定的なパレスチナ国家容認に言及。具体的には、同国家は非武装で、制空権を有しないこと。エルサレムの分割は行わないこと、既存入植地は今後も拡大を続ける。第一次中東戦争で難民となったパレスチナ人の帰還権（帰還権に関してはアラブ系と共産党を除く左右両派とも反対である）は認めないことなどがその柱である。これらの政策修正はシャロン政権の前半に近いといえる。また、新中東和平案発表後の調査では71％が同案を評価、支持率も44％に急回復した。また、同年11月17日には東エルサレムのギロに900戸の新規入植地建設を承認しエルサレム市がそれを執行することになった。一方、同月25日にはその相殺案としてヨルダン川西岸（ユダヤ・サマリア地区）への新規入植を10ヶ月間凍結する案（ただし、着工済の住宅建設については除外）を発表した。暫定凍結案については労働党やベニー・ベギン無任所相らが一定の理解を示す一方、党内の強硬派や 入植者組合などからは激しい反発の声が上がっている。しかしながら、凍結期限となった翌年9月26日以降は、凍結延長は行わず入植再開を粛々と断行した>。また、翌・12月には、政局運営を円滑にするため、一度は決裂したカディーマとの大連立協議を行った が、交渉は物別れに終わっている。翌・2010年1月20日には、パレスチナ人国家が樹立した後も、国防軍が引き続き治安維持の観点から駐留を継続する考えを示す。ネタニヤフは前述の新和平案の中でもパレスチナ国家はあくまで非武装であることを前提条件としており、これはほとんどのパレスチナ人に受け入れられるものではなかった。2010年11月22日には、リクード有志議員が国会に提出していた、東エルサレム及びゴラン高原からの撤退（西岸は対象外）が行われる際には国民投票を義務付ける法案（国会で3分の2の賛成議決があれば実施されない）を、賛成65、反対33、棄権22の賛成多数で可決させパレスチナ側を牽制している。2012年11月29日、国連総会がパレスチナのオブザーバーとしての資格を「組織」から「ノンメンバー(加盟国ではない、投票権のない)オブザーバー国家」に格上げする決議案を賛成多数で採択したことに反発し、ヨルダン西岸と東エルサレムでユダヤ人入植者向け住宅3000戸を建設する計画を発表。

#### ガザ支援船拿捕
2010年5月31日に発生した、トルコからガザ地区へ人道支援のため向かっていた客船をイスラエル軍が拿捕し、トルコ人の人道支援活動家9人を殺害、乗船していた数十人の人道支援活動家を負傷させた事件に関しては、「正当防衛」であり「ハマース」支援のための船舶であったから攻撃したと弁明した。この事件は国際社会、ならびに人権活動家らから大きな非難を浴びたが、ネタニヤフは「我々は決して謝罪しない」と強硬姿勢を貫いた。しかし、この姿勢にトルコは憤慨し、7月に入って、「イスラエルはトルコに謝罪せよ。謝罪をしないならば国際調査を受け入れよ。両方とも拒否するならば、イスラエルとの国交を断つ」という姿勢を見せて、イスラエル・トルコ間の緊張が高まった。同年6月13日にイスラエル国内に設置された調査委員会（オブザーバーとしてデービッド・トリンブル元北アイルランド首席大臣も参加）は、調査の結果2011年1月23日に報告書を公表し支援船の急襲・拿捕は合法であり、ガザに対する軍の封鎖措置も合法であると結論付けた。しかし、これはイスラエル人7人の識者によって構成された委員会であり、たんに政府の行動を正当化しただけの調査報告ともいえる。

### 首相職（第3次）
2013年1月22日の第19回クネセト総選挙においてリクードは右派政党イスラエル我が家と連合して戦った。両党を合わせると前回の選挙より議席を減らしたが合わせて31議席で第一党になり、ネタニヤフが議会の過半数をまとめて第3次ネタニヤフ政権(第33代政府)が発足した。

#### アメリカ合衆国議会合同会議の演説
2015年3月3日、アメリカ合衆国議会合同会議で39分間にわたる演説をし、オバマ大統領を攻撃した。

### 首相職（第4次）
2015年5月6日、3月のクネセト総選挙の結果に基づいて第4次内閣の組閣が行われた。しかし、アヴィグドール・リーベルマン率いる世俗系極右「イスラエル我が家」が、閣僚ポストなどをめぐる対立から連立政権への参加を見送ったため、辛うじて議席の過半数を占めるにとどまり、かつてのように安定した政権運営はできないという見方が現地メディアを中心に広がった。また、アメリカとの関係改善も進まないとも予測された。
首相の他に、厚生相、外相、地域協力相、コミュニケーション相も兼務した。

#### 第21、22、23回総選挙
2018年12月に国会解散を決断し、次回クネセト総選挙を翌2019年4月9日と設定した が、2019年2月28日にイスラエル検察当局が総選挙後にネタニヤフを収賄などの容疑で起訴する方針を発表するなど、リクードは劣勢に立たされた。総選挙1カ月前の世論調査でも中道野党連合青と白がリクードをリードする結果が出ていた。
このためネタニヤフは将来のパレスチナ国家との共存を否定するなど右傾化を強め、総選挙を乗り切ろうと画策。またネタニヤフとの関係が良かったアメリカのドナルド・トランプ大統領は3月25日、国際的にシリアの領土と認められているゴラン高原におけるイスラエルの主権を認め、ネタニヤフを事実上アシストした。こうしたかいあってか、4月9日の投開票では出口調査で与野党勢力は拮抗し、両者ともに勝利宣言を行ったが、翌10日、右派連合で過半数を占める見通しとなり、野党連合・青と白の共同代表ベニー・ガンツ元軍参謀総長が敗北宣言を行った。

### 首相職（第5次）
選挙結果に基づき、4月18日にルーベン・リブリン大統領がネタニヤフに組閣を要請し、第5次政権が発足するはずであった。しかし期限の5月29日までにイスラエル我が家との対立点が埋まらず、連立政権交渉が妥結しなかったためネタニヤフは国会の解散を決定。9月17日に再選挙が行われたものの過半数を得た勢力はなく、組閣を要請されたものの10月21日に再び組閣を断念した。同年12月26日のリクード党首選挙で再選。
ネタニヤフは起訴を免れるための免責決議を議会に求めていたが否決される公算が大きく、2020年1月28日にこの申し立てを取り下げた。これにともない、検察はネタニヤフを収賄や背任などの疑いで即日起訴した。
混迷のなか2020年3月2日に再々選挙が行われ、ネタニヤフ、ガンツの双方が組閣に失敗し続けたがCOVID-19の対応が求められる事態となったため、両者は方針を転換し4月20日に3年間の連立政権の樹立で合意。ネタニヤフが収賄罪で起訴されていることから首相への就任は違法だとする申し立てが行われたが5月6日にイスラエル最高裁判所が棄却し、翌7日にイスラエル議会の72人の議員がネタニヤフの首相就任支持を表明。17日に議会が新政権を承認し、ネタニヤフを首相、ガンツを副首相兼国防大臣とする挙国一致内閣が発足。首相を2021年11月頃まで1年半務めた後、ガンツに首相職を譲ることとなった。しかしネタニヤフの汚職疑惑などをめぐって両者の対立は深まり、12月23日の期限内に予算が成立しなかったため議会はまたも解散。2020年末から2021年初にかけて、ユダヤ人ディアスポラを通じてファイザーから大量のCOVID-19ワクチンの優先的な提供を受け、国内でワクチンの大量接種を進め支持率の浮揚を図った。2021年3月23日に執行された総選挙ではリクードが第1党となり4月6日に組閣を要請されたものの、5月4日に組閣を断念。6月3日、極右の新右翼や中道のイェシュ・アティッドなど野党8党が連立政権樹立で合意し、議会は6月13日にナフタリ・ベネット新内閣を賛成60、反対59票の僅差で承認、第1次内閣を含め15年に及んだネタニヤフ政権は終焉を迎えた。

### 首相職（第6次）
2022年11月1日に執行されたクネセト総選挙でリクードは32議席で第1党を維持し、右派連合が過半数の64議席を獲得し勝利。13日にイツハク・ヘルツォグ大統領より組閣を要請された。12月21日、極右・宗教政党と連立政権樹立で合意したと表明した。同月29日、国会でこの連立政権が賛成多数で承認され、ネタニヤフ政権が正式に発足した。
第6次内閣では裁判所が政府決定を覆すことを禁止するなど司法の権限を弱める改革を押し進め、全土で反対運動が起こる中2023年7月に司法改革法案を通した。しかし2024年1月1日、最高裁判所はこの司法改革法制は無効と判断した。
2023年10月7日にハマースがガザ地区より2,000発以上のロケット弾を発射したほか、武装組織がイスラエル領内に侵入。イスラエル側も報復としてハマース拠点を中心に空爆を行い、双方合計で200名以上が死亡した。ネタニヤフは戦争状態にあると宣言し、ハマース幹部に対し経験したことがない代償を払うことになると警告した。直後にアメリカ合衆国のジョー・バイデン大統領と会談し、イスラエルによる自衛権行使に対する支持を取り付けたほか、あらゆる適切な支援を提供する用意があるとの言葉を引き出した。10月8日、ネタニヤフ政権はハマースに対して宣戦布告を決定し、重大な軍事活動を解禁すると宣言した。10月11日には臨時の戦時内閣を組閣した。
しかしハマースとの紛争は膠着状態に陥り、ガザ地区に対する攻撃が非人道的であると国際的な批判を浴びることとなる。2024年5月20日、国際刑事裁判所 (ICC) のカリム・カーン主任検察官がパレスチナ・イスラエル戦争における状況を踏まえ、ガラント国防相、ハマース幹部のハニーヤ政治局長、軍事部門トップのデイフ、ガザ地区指導者シンワルと共に、ネタニヤフに逮捕状を請求することが明らかにされた。6月9日にガンツが戦時内閣からの離脱を宣言し、1週間後の6月16日には戦時内閣の解散に追い込まれた。11月21日、国際刑事裁判所は上述の請求を受け入れ、「戦争犯罪や人道に対する犯罪の疑い」があるとしてネタニヤフへ逮捕状を発行した。ネタニヤフはこの決定に反発し、「反ユダヤ主義の措置」であると述べた。

## 生い立ちと軍歴

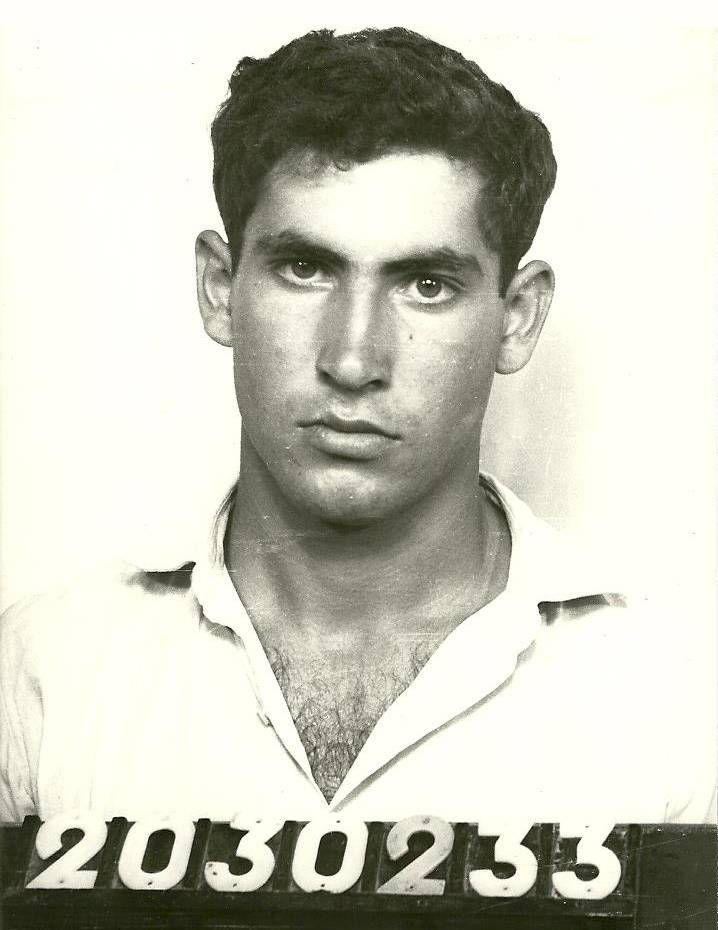
1967年のベンヤミン・ネタニヤフの写真 (イスラエル国防軍が撮影)

ベンヤミン・ネタニヤフは1949年10月21日にイスラエルの首都テルアビブにて生まれた。彼の母親のツィラ・シーガル（1912年 - 2000年）は、オスマン帝国のエルサレム・ムタサリファテのペタク・チクヴァで生まれ、父親のワルシャワ生まれのベンジオン・ネタニヤフ（旧名ミライコウスキー、1910年 - 2012年）は、スペインのユダヤ人黄金時代を専門とする歴史家であった。彼の父方の祖父のネイサン・ミライコウスキーはラビでシオニストの作家であった。ベンヤミン・ネタニヤフの父親は委任統治領パレスチナに移住した際、自分の姓を「ミレイコフスキー」から「神が与えた」という意味の「ネタニヤフ」にヘブライ語化した。彼の家族は大部分がアシュケナージであるが、DNA検査の結果、セファラディ系の祖先を持っていることが判明したと彼は述べた。彼はビルナ・ガオンの子孫であると主張している。
ベンヤミン・ネタニヤフは3人兄弟の2番目として生まれた。彼は当初エルサレムで育ち教育を受け、ヘンリエッタ・ソルド小学校に通った。6年生時の教師ルース・ルーベンシュタインからの評価のコピーによると、ベンヤミン・ネタニヤフが礼儀正しく、親切であることが示されていた。彼は「責任感があり、時間厳守」だった。そして、彼は友好的で規律正しく、陽気で、勇敢で、活動的で、従順だったという事の証明となった。
1956年から1958年そして再び1963年から1967年にかけて、父親のベンジオン・ネタニヤフがドロップシー大学で教鞭を執る間、家族はアメリカ合衆国フィラデルフィア郊外のペンシルべニア州チェルトナム・タウンシップに住んでいた。ベンジャミンはチェルトナム高校 に通い卒業し、ディベートクラブ、チェスクラブ、サッカーで活躍した。ベンヤミンと弟のヨナタンは、蔓延する若者のカウンターカルチャー運動や、家族が参加していた改革シナゴーグ、フィラデルフィアの神殿ユダヤの自由主義など、この地域で遭遇した表面的な生活様式に不満を抱くようになった。
 私はユニットをとても尊敬しています。これは、たとえその行動が秘密であっても、私たちの生活の現実を変えるユニットです。小規模な部隊ではありますが、軍のあらゆる部門に影響を与えています...部隊での勤務により、作戦承認の背後に含まれるリスクと戦闘員が引き受けているリスクについての理解が深まりました。それは私にとって理論的なものではなく、具体的なものです。
ベンヤミン・ネタニヤフ、サイェレット・マトカルについて（マーリブ2007）
1967年に高校を卒業した後、ベンヤミン・ネタニヤフはイスラエル国防軍に入隊するためにイスラエルに戻った。彼は戦闘兵士として訓練を受け、イスラエル国防軍の特殊部隊であるサイェレット・マトカルに5年間勤務した。彼は1967年から1970年の消耗戦争中に数多くの国境を越えた襲撃に参加し、その中には1968年3月にイスラエル国防軍がパレスチナ解放機構(PLO)の最高指導者ヤーセル・アラファートを捕らえるためにヨルダンを攻撃したカラメの戦いも含まれるが、多大な死傷者を出して撃退された。彼は戦闘で何度も負傷した。彼は1968年のイスラエルによるレバノン襲撃や、 1972年5月に肩を撃たれてハイジャックされたサベナ571便の救出など、他の多くの任務に携わった。彼は1972年に現役を退役したが、サイエレット・マトカル予備役に残った。除隊後、彼はアメリカに留学したが、1973年10月にイスラエルに戻り、第四次中東戦争に従軍した。彼はシリア領土奥深くでイスラエル国防軍部隊による攻撃を指揮する前に、スエズ運河沿いでエジプト軍に対する特殊部隊の襲撃に参加したが、その詳細は現在も機密のままである。

### 教育

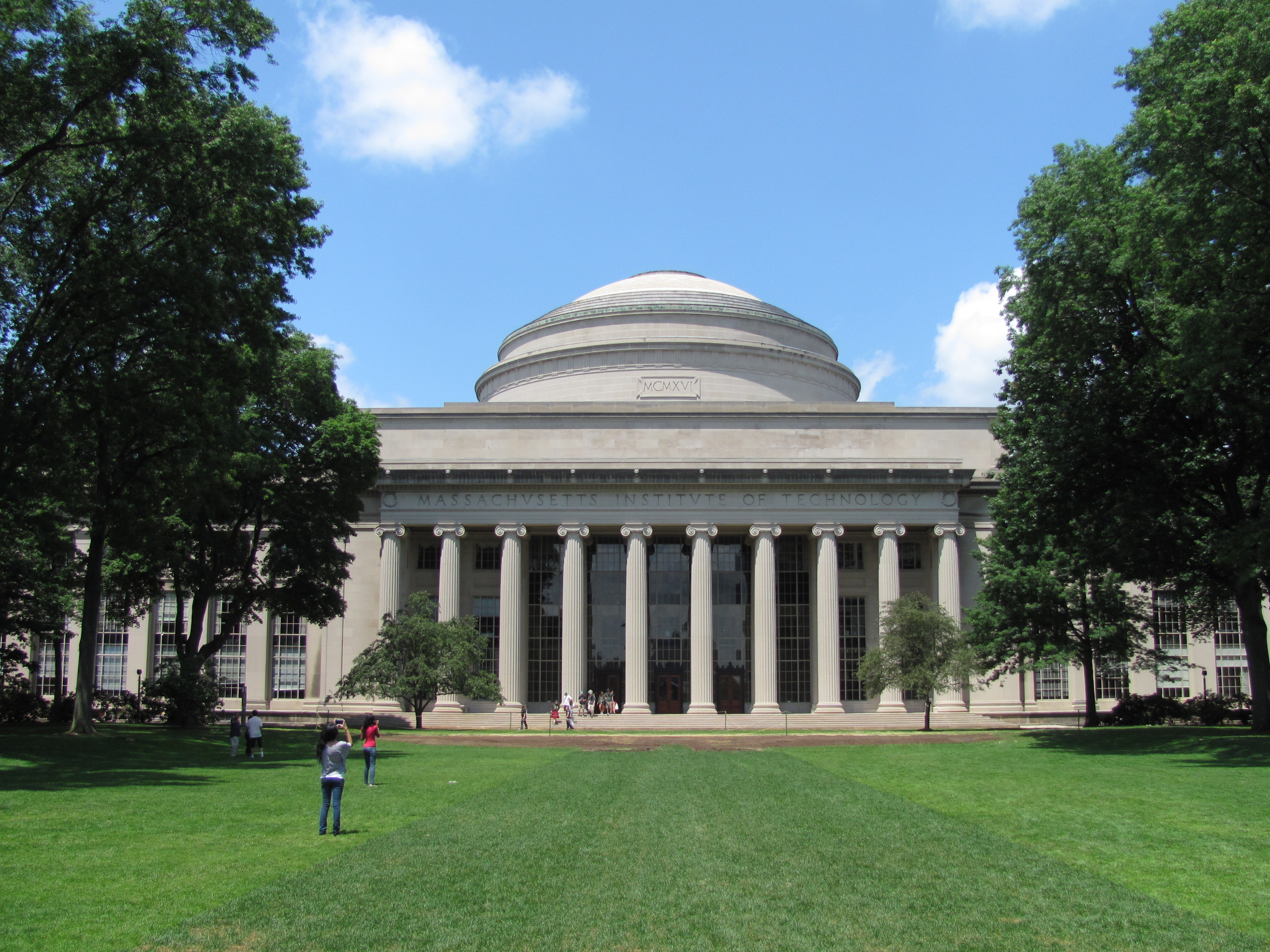
ベンヤミン・ネタニヤフは1972年から1976年までMITで学び、SBとSMの学位を取得した。

ベンヤミン・ネタニヤフはマサチューセッツ工科大学（MIT）で建築を学ぶため、1972年末にアメリカに帰国した。第四次中東戦争に参戦するためイスラエルに一時帰国した後、再びアメリカに戻り、ベン・ニタイという名で1975年2月に建築の学士号を取得し、修士号を取得した。 1976年6月にMITスローン経営大学院を卒業した。同時に、エンテベ襲撃で兄が死亡したことで学業が中断されるまで、政治学の博士号を目指して勉強していた。
ベンヤミン・ネタニヤフはマサチューセッツ工科大学でダブルロードを学び、同時にハーバード大学でコースを受講し、ヨム・キプール戦争で戦うために休暇を取ったにもかかわらず、2年半で修士号を取得した。MITのレオン・B・グロワッサー教授は、「彼は素晴らしい仕事をした。とても聡明だった。組織的で、力強く、力強かった。彼は自分が何をしたいのか、そしてそれをどうやって成し遂げるのかを知っていた。」と回想した。
その時、彼は名前をベンジャミン「ベン」ニタイに変更した（ニタイとは、ニタイ山とアルベラのユダヤ人の聖者ニッタイの名を冠したものであり、父親が記事によく使用したペンネームであった）。数年後、ネタニヤフ首相はメディアとのインタビューで、アメリカ人が自分の名前を発音しやすくするためにそうすることにしたと明らかにした。この事実は、彼の政敵によって、イスラエルの国家的アイデンティティと忠誠心の欠如として間接的に彼を非難するために利用されてきた。
1976年にベンヤミン・ネタニヤフの兄ヨナタン・ネタニヤフが殺害された。ヨナタンはベンジャミンの元部隊であるサイェレット・マトカルの指揮官を務めていたが、テロ対策人質救出作戦「サンダーボルト作戦」中に死亡した。同作戦では、テロリストにハイジャックされウガンダのエンテベ空港に運ばれた主にイスラエル人の人質100人以上を彼の部隊が救出した。
1976年にベンヤミン・ネタニヤフはMITスローン経営大学院をほぼ首席で卒業した。

## 野党指導者 (1993–1996年)
1988年のイスラエル議会選挙の前にベンヤミン・ネタニヤフはイスラエルに戻り、リクード党に入党した。リクードの党内選挙でネタニヤフ首相は党員名簿で5位となった。その後、彼は第12期国会の議員に選出され、モシェ・アーレンス外務大臣の代理に任命され、その後デビッド・レヴィ外務大臣に任命された。ベンヤミン・ネタニヤフとレヴィ外務大臣は協力せず、その後両者の対立は激化するばかりだった。1991年初頭の湾岸戦争中、英語が堪能なベンヤミン・ネタニヤフは、 CNNやその他の報道機関のインタビューでイスラエルの主要な報道官として登場した。1991年のマドリッド会議中、ネタニヤフはイツハク・シャミル首相率いるイスラエル代表団のメンバーだった。マドリード会談後、ベンヤミン・ネタニヤフはイスラエル首相府の副大臣に任命された。
1992年のイスラエル議会選挙でリクード党が敗北したことを受け、リクード党は1993年に党首選挙を実施し、ネタニヤフ首相が故メナヘム・ベギン首相の息子ベニー・ベギンと有力政治家デービッド・レヴィを破って勝利した。（シャロンは当初リクード党の指導者にも就任しようとしたが、最小限の支持しか集めていないことが明らかになるやすぐに撤退した）。シャミールは1992年の選挙でリクードが敗北した直後に政界を引退した。
オスロ合意を支持する集会の末にイツハク・ラビンが暗殺されたことを受け、ラビンの暫定後継者であるシモン・ペレスは、政府に和平プロセスを進める権限を与えるために早期選挙を実施することを決定した。ベンヤミン・ネタニヤフは1996年5月29日に行われた1996年のイスラエル議会選挙におけるリクードの首相候補であり、イスラエル人が首相を直接選出した初のイスラエル選挙であった。ベンヤミン・ネタニヤフは選挙運動を運営するためにアメリカ共和党の政治工作員アーサー・フィンケルスタインを雇い、アメリカ流の激しい攻撃と鋭い攻撃は厳しい批判を引き起こしたが、ベンヤミン・ネタニヤフは1996年の選挙で勝利し、国会議員の中で最年少となった。この地位の歴史と、イスラエル国生まれの初のイスラエル首相である（イツハク・ラビンは、1948年のイスラエル建国に先立って、イギリスのパレスチナ委任統治下にあるエルサレムで生まれた）。
ネタニヤフ首相が選挙前の本命候補シモン・ペレスに勝利したことは多くの人を驚かせた。後者の崩壊の主なきっかけは、選挙直前の自爆テロの波であった。1996年3月3日と4日、パレスチナ人は2度の自爆テロを実行し、32人のイスラエル人を殺害したが、ペレスは攻撃を止めることができなかったようだ。選挙運動中、ネタニヤフ首相は、和平プロセスの進展はパレスチナ国家権力が主にテロとの戦いを中心とした義務を果たすことに基づくものであり、リクード選挙運動のスローガンは「ネタニヤフ首相 –安全な和平の実現」であると強調した。しかし、ネタニヤフは首相選挙に勝ったものの、クネセト選挙ではペレス率いるイスラエル労働党がより多くの議席を獲得した。ネタニヤフ首相は政権を樹立するために超正統派政党シャスとUTJとの連立に頼らなければならなかった。

## 首相  (1996–1999年)
前期

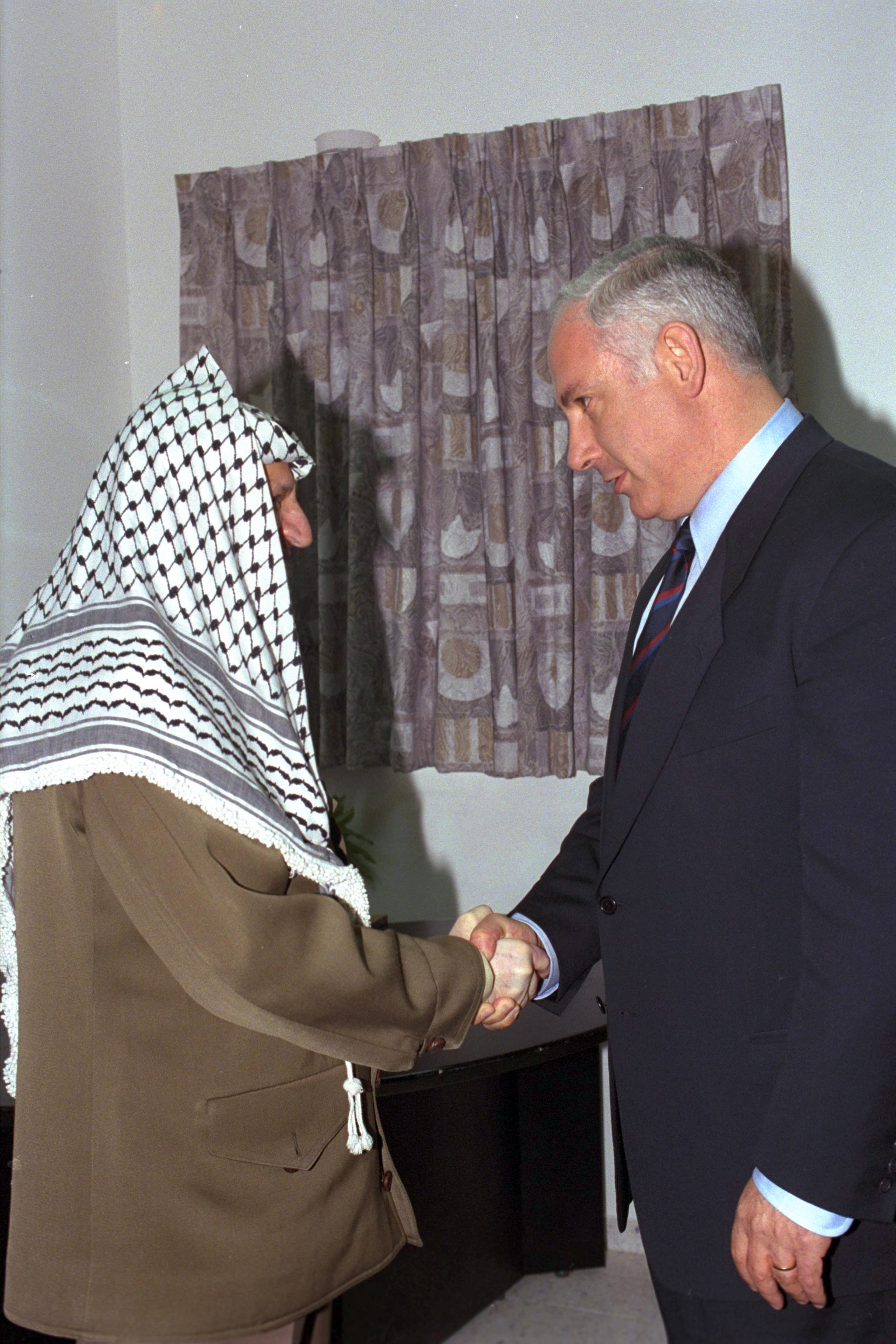
ベンヤミン・ネタニヤフ首相とパレスチナのヤセル・アラファト大統領とエレズ検問所での初会談 (1996年9月4日撮影)

自爆テロが相次ぎ、ハマスは爆撃のほとんどについて犯行声明を出した。ベンヤミン・ネタニヤフは首相として、オスロ合意の多くの中心的前提について多くの疑問を提起した。ベンヤミン・ネタニヤフの主な論点の一つは、交渉は段階的に進められるべきであるというオスロの前提に同意できないことであり、これはエルサレムの地位やパレスチナ国家規約の改正などの主要な問題について解決に至る前にパレスチナ人に譲歩すべきであることを意味している。オスロ合意の支持者らは、多段階アプローチがパレスチナ人の間に友好関係を築き、後の段階でこれらの重大な問題が提起された際にパレスチナ人が和解を求めるよう促すだろうと主張していた。ベンヤミン・ネタニヤフは、こうした譲歩は過激派分子を勇気づけただけで、具体的な見返りは得られなかったと述べた。同氏はイスラエルの譲歩と引き換えにパレスチナ人の善意を示す具体的な行動を求めた。オスロ合意との相違を述べたにもかかわらず、ネタニヤフ首相はその履行を続けたが、首相就任後、和平プロセスは著しく停滞した。
1996年にネタニヤフ首相とエルサレムのエフド・オルメルト市長は、シモン・ペレス前首相が平和のために保留するよう指示していた嘆きの壁トンネルのアラブ人街の出口を開けることを決定した。これをきっかけにパレスチナ人による3日間の暴動が発生し、イスラエル人とパレスチナ人の双方で数十人が殺害された
ベンヤミン・ネタニヤフ首相は1996年9月4日にパレスチナのアラファト大統領と初めて会談した。会談に先立ち、両首脳は電話で会談した。会談は 1996 年の秋まで継続されることになった。最初の会談でネタニヤフ首相は次のように述べた。「互恵性と両国間の保証に基づいて、双方のニーズと要求を考慮しなければならないことを強調したい。イスラエル人とパレスチナ人双方の安全と幸福を同様に守ります。」アラファト大統領は「われわれはネタニヤフ首相および同政権と協力する決意だ」と述べた。交渉は1997年1月14日にヘブロン合意の署名で最高潮に達した。パレスチナ自治政府とのヘブロン議定書の署名により、イスラエル軍がヘブロンに再配置され、地域の大部分で文民権限がパレスチナ自治政府の管理下に移管された。

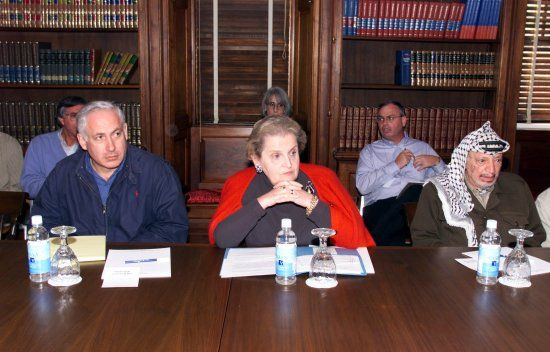
ワイ川覚書でマデリーン・オルブライト米国務長官およびパレスチナのヤセル・アラファト大統領と座るネタニヤフ首相、1998年

結局、和平プロセスの進展が見られなかったため、新たな交渉が行われ、 1998年にワイ川覚書が作成された。この覚書には、1995年の初期の暫定合意を履行するためにイスラエル政府とパレスチナ自治政府がとるべき手順が詳述されている。この覚書にはネタニヤフ首相が署名した。そして1998年11月17日に120人の議員からなるイスラエル議会のクネセトは75対19の投票でワイ川覚書を承認した。1967年のアラブ連盟の「イスラエルとの平和はない・イスラエルを承認しない・イスラエルと交渉しない」というハルツーム決議の「3つのノー」を引き合いに出し、ネタニヤフ首相は「3つのノー」政策を強調した。それは、ゴラン高原からの撤退なし、エルサレム問題についての議論なし、いかなる前提条件のもとでも交渉なしである。
1997年にイスラエルとヨルダンが平和条約に署名してからわずか3年後にベンヤミン・ネタニヤフはイスラエルの隣国ヨルダンでハマスの指導者ハーリド・マシャアルを暗殺するモサドの作戦を承認した。モサドチームの5人はカナダ人観光客を装って、1997年9月27日にヨルダンに入り、首都アンマンの路上でマシャルの耳に毒物を注射した。この陰謀は暴露され、2人の工作員がヨルダン警察に逮捕され、残りの3人はイスラエル大使館に隠れ、その後軍隊に包囲された。怒ったフセイン王はイスラエルに解毒剤を渡すよう要求し、平和条約を破棄すると脅した。ネタニヤフ首相はビル・クリントン米大統領の圧力を受けて要求に折れ、シェイク・アハマド・ヤシンを含むヨルダン人とパレスチナ人の捕虜61人の釈放を命じた。この事件により、平和条約を締結したばかりのイスラエルとヨルダンの関係が急激に悪化した。
ベンヤミン・ネタニヤフ首相は任期中、経済自由化のプロセスも開始し、自由市場経済に向けた一歩を踏み出した。同氏の監視の下、政府は銀行や大手国営企業の株式の売却を開始した。ネタニヤフ首相はまた、イスラエルの厳しい外国為替規制を大幅に緩和し、イスラエル人が無制限に資金を国外に持ち出し、外国の銀行口座を開設し、外貨を保有し、他国に自由に投資できるようにした。

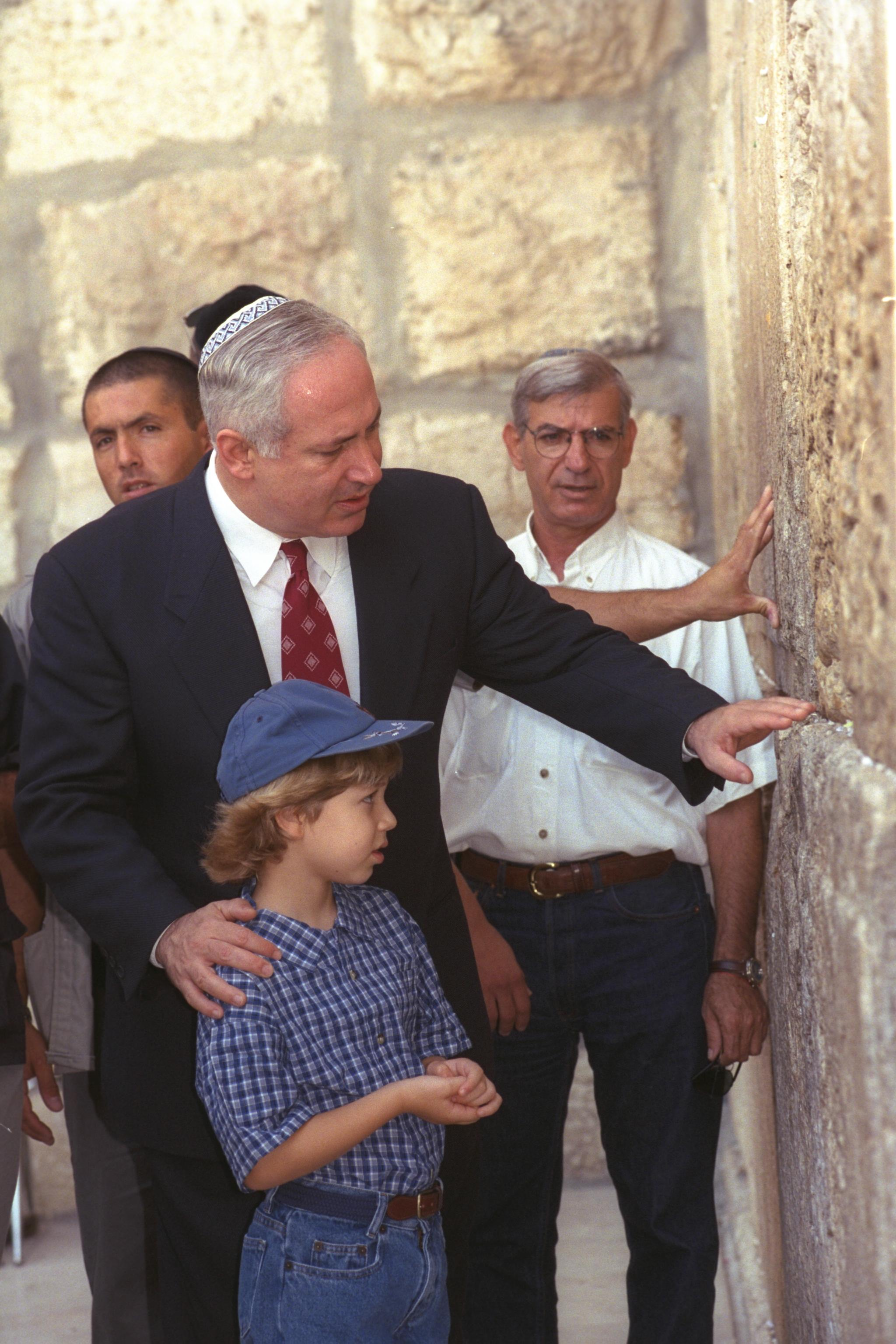
ネタニヤフ首相と息子ヤイール、1998年嘆きの壁にて

ネタニヤフ首相は任期を通じてイスラエルの政治的左派の反対を受け、ヘブロンなどでのパレスチナ人への譲歩とアラファトとの交渉全般のせいで右派からの支持を失った。ネタニヤフ首相は結婚や汚職容疑などのスキャンダルが長く続き、イスラエル国民の支持を失った。1997年、警察はネタニヤフ首相に影響力を広めた汚職容疑で起訴するよう勧告した。同氏は罪状を軽減する司法長官を任命した疑いで告発されたが、検察は裁判にかける証拠が不十分であるとの判決を下した。1999年にイスラエル警察が政府請負業者からの無料サービス10万ドルを受け取るためにネタニヤフ首相を汚職容疑で裁判にかけるよう勧告したとき、ネタニヤフ首相は新たなスキャンダルに直面した。イスラエルの司法長官は証拠の困難を理由に起訴しなかった。

### 選挙の敗北
1999年のイスラエル総選挙と首相直接選挙でイスラエル労働党を中心とした政党連合ワンイスラエルのエフード・バラクが勝利して新しい首相になることが決まったあと、ネタニヤフは新政権が発足する前に(暫定)首相とリクードの党首を辞任し、クネセト議員も辞職することを発表した。その後、イスラエルの通信機器メーカーBATM Advanced Communicationsで上級コンサルタントを2 年間務めた。
2000年末にバラク政権が崩壊すると、ベンヤミン・ネタニヤフは政界復帰への意欲を表明した。法律により、バラクの辞任に伴い首相直接選挙だけを行うことになっていた。ネタニヤフ首相は(首相直接選挙だけでなく)総選挙も実施するよう主張し、そうしなければ安定した政権を維持することは不可能だと主張した。ネタニヤフは最終的に首相直接選挙に立候補しないことを決定したが、これが当時ネタニヤフよりも人気がないと考えられていたアリエル・シャロンの驚くべき台頭を促進した。この2001年の首相直接選挙でシャロンが勝利して首相になった。リクードと労働党などが協力して挙国一致政府(第29代政府)が成立した。
2002年9月9日にカナダのケベック州モントリオールのコンコルディア大学で予定されていたベンヤミン・ネタニヤフの演説は、数百人の親パレスチナデモ参加者が警備員を制圧し、ガラス窓を突き破ったため中止された。ネタニヤフ首相は抗議活動には参加せず、期間中ずっとホテルに滞在していた。その後、同氏は活動家らがテロリズムと「狂気の熱狂」を支援していると非難した。数週間後の2002年10月1日、約200人のデモ参加者がピッツバーグのハインツ・ホール出演の外でベンヤミン・ネタニヤフと面会したが、ピッツバーグ警察、イスラエル治安部隊、ピッツバーグSWAT部隊はダウンタウンのホールやデュケイン・クラブ、郊外のロバートで演説を続けることを許可した。
2002年9月12日にベンヤミン・ネタニヤフは米下院の監視・政府改革委員会で、イラク政権がもたらす核の脅威について（民間人としての宣誓のもと）次のように証言した。そして核兵器の開発に向けて前進していることには何の疑問もありません」と彼は語った。「そして、ひとたび彼がそれを手に入れると、歴史が即座に変わることに疑問の余地はありません。」ネタニヤフは証言の中で、「もしあなたがサダム・フセインとその政権を排除すれば、それがこの地域に多大なポジティブな影響を与えることを保証する」とも述べた。
2002年11月、イスラエル労働党が連立政権を離脱したため外相の座が空席になり、シャロン首相とネタニヤフは早期に総選挙を実施することと引き換えにネタニヤフがシャロンに協力して外務大臣になることで合意した。ネタニヤフはシャロン党首に挑戦して2002年11月28日のリクード党首選挙で争ったが、シャロン55.88%対ネタニヤフ40.08%でシャロンが勝利して党首を続けることが決まった。

## 財務大臣 (2003-2005年)
2003年1月の第16回イスラエル議会選挙でシャロン率いるリクードが勝利した後、多くの観察者が意外な動きとみなしたが、シャロン首相はシルバン・シャロームを外務大臣に任命し、ネタニヤフを財務大臣に任命した。一部の専門家は、シャロン首相が外相として示した有能性を考えるとベンヤミン・ネタニヤフを政治的脅威とみなしたためこのような動きをしたのではないか、経済が不安定な時期にネタニヤフを財務大臣に据えることでネタニヤフの人気を低下させることができるのではないかと推測している。ネタニヤフは新たな任命を受け入れた。シャロンとネタニヤフは、シャロン首相によるイスラエルの軍事・外交管理に対するネタニヤフの沈黙と引き換えに、ネタニヤフが財務大臣として完全な自由を与え、シャロン首相の全ての改革を支持させるという合意に達した。
ベンヤミン・ネタニヤフは財務大臣として、イスラエル経済を第2次インティファーダの低迷期から回復させるための経済計画に着手した。ベンヤミン・ネタニヤフ財務大臣は、経済成長を抑制する主な原因は公共部門の肥大化と過剰な規制にあると主張した。彼の計画には、より自由化された市場への移行が含まれていたが、批判がなかったわけではなかった。同氏は人々に仕事や訓練への応募を義務付けることで福祉依存をなくすプログラムを制定し、公共部門の規模を縮小し、政府支出を3年間凍結し、財政赤字の上限を1％に設定した。税制の合理化と減税が行われ、個人の最高税率は64％から44％に、法人税率は36％から18％に引き下げられた。銀行、石油精製所、エルアル国営航空会社、ジム統合海運サービスなど、数十億ドル相当の多数の国資産が民営化された。男女ともに退職年齢が引き上げられ、為替法もさらに自由化された。商業銀行は長期貯蓄を分離せざるを得なくなった。さらに、ネタニヤフ財務大臣は競争を激化させるために独占企業やカルテルを攻撃した。イスラエル経済が急成長し始め、失業率が大幅に低下すると、ネタニヤフ財務大臣は任期終了までに「経済の奇跡」を起こしたと評論家らから広く認められた。
しかし、労働党の反対派（そして同氏のリクード内部の少数派も）は、ネタニヤフ財務大臣の政策を、尊敬されるイスラエルの社会的セーフティネットに対する「サッチャライト」の攻撃とみなした。最終的に、経済成長が急上昇する一方で失業率は減少し、債務対GDP比は世界最低水準に低下し、海外投資は記録的な高水準に達した。
2004年、ガザ地区撤退計画に反対しているネタニヤフ財務大臣は、シャロン首相が住民投票なしにガザ地区撤退を行おうとすれば大臣を辞任すると脅した。その後、彼は最後通告を修正して国会でこの計画に賛成票を投じ、その直後に14日以内に国民投票が行われない限り辞任する意向を示した。2005年8月7日にネタニヤフは大臣を辞任した。そのすぐあと、イスラエル内閣は閣議でガザの入植地のうち3つからの立ち退きを17対5で承認した。

## 野党指導者 (2006-2009年)
2005年11月にイスラエルの首相でリクードの党首のシャロンがリクードを離党したため、ネタニヤフはリクード党首の有力候補のうちの一人となった。これに先立って彼が最近試みたのは2005年9月で、リクード党が首相の座にある間に同党党首の座を賭けた予備選を早期に実施しようとしたことで、事実上アリエル・シャロンを辞任させた。党はこの構想を拒否した。2005年12月20日、ネタニヤフはリクードの党首選挙で47％を獲得し、シルヴァン・シャロームが32％、モーシェ・フェイグリンが15％となり、リクードの党首の座を取り戻した。2006年3月のクネセト選挙ではリクードがカディマ、労働党に次ぐ第3位となり、ネタニヤフが野党指導者(野党第一党の党首)を務めた。 2007年8月14日にネタニヤフは極右候補のモシェ・フェイグリンと世界リクード議長のダニー・ダノンに対し、投票の73%を獲得してリクード議長および首相候補に再選された。彼は、クネセト反対派の他のメンバーと同様に、2008年のイスラエルとハマスの停戦に反対した。具体的にネタニヤフは、「これは緊張緩和ではない。イスラエルはハマスが軍事力を立て直すことに合意したようなものだ。これと引き換えに我々は何を得るだろうか？」と述べた。
2008年前半に医師らは良性であることが判明した小さな結腸ポリープを切除した。
ツィピ・リブニがカディマ党首に選出され、オルメルトが首相職を辞任した後、ネタニヤフはリブニが結成しようとしていた連立政権への参加を拒否し、解散と総選挙を行うよう求めた。 リブニが過半数をまとめることができず連立政権を形成できなかったため、解散と総選挙が決まった。
2009年2月10日に行われた第18回イスラエル議会選挙で、リブニが率いる政党カディマが28議席で第一党に、ネタニヤフが率いる政党リクードが27議席で第二党になった。リクードの比較的不振の説明として考えられるのは、それまでリクードを支持していた人の一部が今回はアヴィグドール・リーベルマン率いるイスラエル・ベイテヌ党に投票したことである。しかし、リクードを中心とした右翼ブロック全体では過半数を獲得したため、ネタニヤフはイスラエル大統領シモン・ペレスから首相に指名され、政党間の連立協定の交渉を開始した。
右派政党が国会で65議席の過半数を獲得したにもかかわらず、ネタニヤフはより広範な中道連合を好み、ライバルであるツィピ・リブニが率いる政党カディマに政権への参加を求めた。和平プロセスの進め方をめぐる意見の相違が障害となり、今回はリヴニが参加を拒否する番となった。ネタニヤフは、エフド・バラクが党首を務める小規模なライバルである労働党を政権に参加させることに成功し、ある程度中道派の色合いを与えた。ネタニヤフは2009年3月31日、クネセト(国会)に新しい内閣を承認するよう求めた。その日、第32次政権は議員69名対45名(棄権5名)の過半数によって承認され、就任宣誓した。これで第32次政権が成立して、正式に首相になった。

## 首相 (2009-2021年)

### 2期目

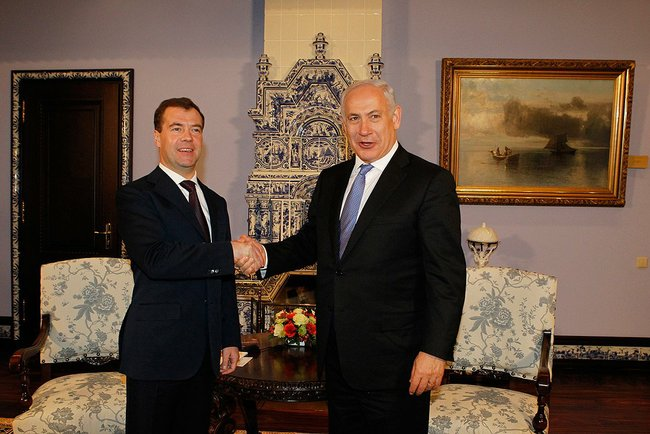
ロシアでドミトリー・メドベージェフ大統領と会談したネタニヤフ首相（2011年3月24日）

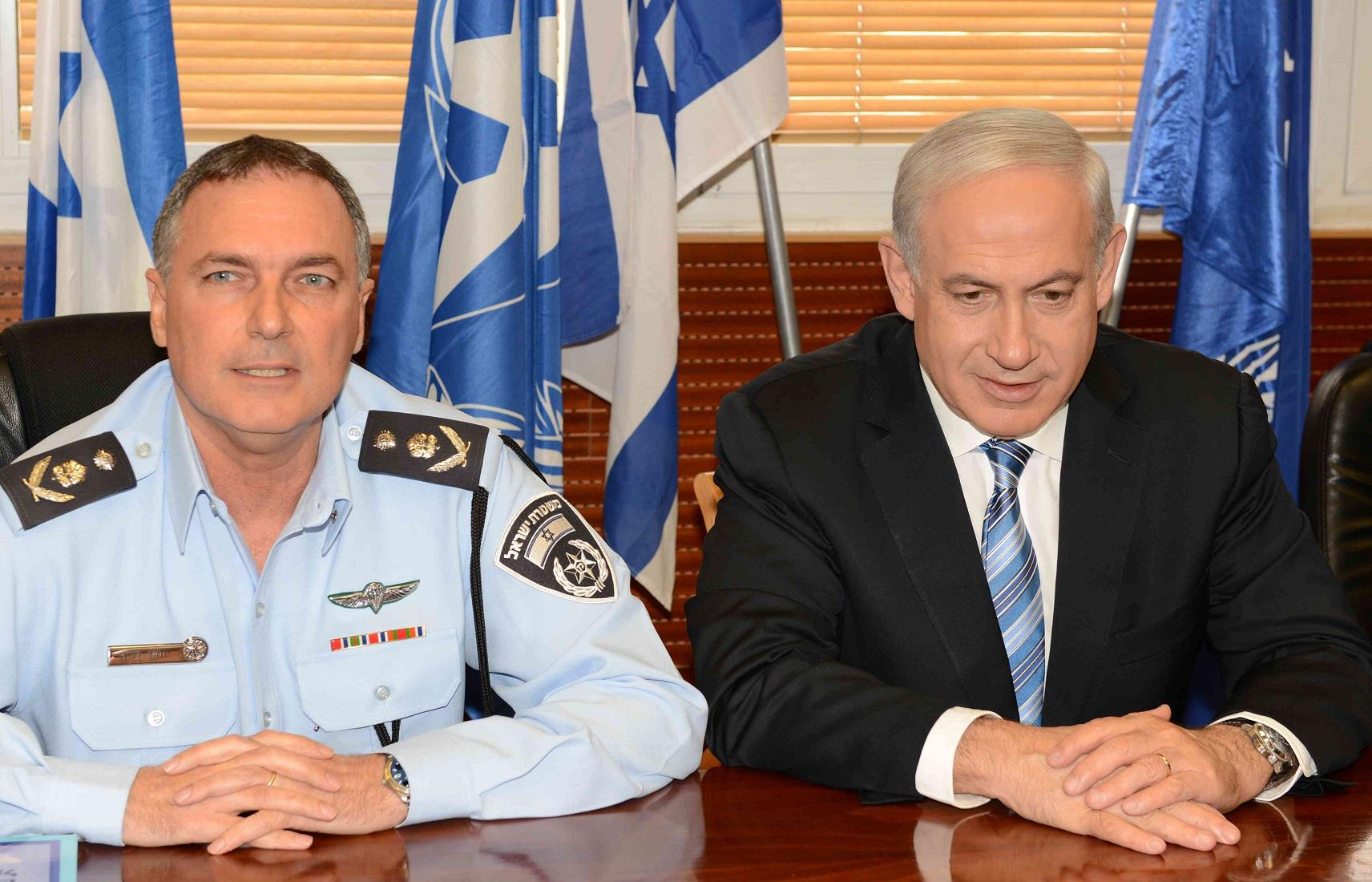
ネタニヤフ首相と2011年にイスラエル警察長官に任命されたヨハナン・ダニノ

2009年3月3日にヒラリー・クリントン米国務長官は、パレスチナ国家樹立への支持を表明した 。しかしながらこの解決策は、以前米国の協力を約束していたベンヤミン・ネタニヤフによって支持されていない。4月、オバマ大統領政権の特使ジョージ・ミッチェルの到着に際し、ネタニヤフ首相は、パレスチナ人との交渉促進にはパレスチナ人がイスラエルをユダヤ国家として承認することが条件となると述べた。
2009年6月4日のオバマ大統領のイスラム世界に対するカイロ演説で、オバマ大統領はとりわけ「米国はイスラエル入植継続の正当性を認めていない」と述べた。オバマ大統領のカイロ演説後、ネタニヤフ首相は直ちに特別政府会議を招集した。オバマ大統領のカイロ演説から10日後の6月14日、ネタニヤフ首相はバル＝イラン大学で演説し、エルサレム(東西エルサレム)がイスラエルの統一首都であり続けるべきだとしながらも、「パレスチナ人がパレスチナ難民をイスラエル国内に定住させようとする要求(パレスチナ人の帰還権)を放棄して(イスラエルがパレスチナ人の国家にならないように)イスラエルをユダヤ人の国家として認めて、かつ、パレスチナ国家が非武装化されるという保証があれば、私達は非武装のパレスチナ国家を認める用意がある」と述べた。同氏はまた、ヨルダン川西岸の既存のユダヤ人入植地の「自然な成長」の権利を主張したが、その永久的な地位は今後の交渉次第だという。パレスチナ高官サエブ・エレカットは、エルサレム、難民、入植地に関するネタニヤフ首相の宣言により、この演説は「恒久的地位交渉への扉を閉ざした」と述べた。
任期開始から3か月後、ネタニヤフ首相は、彼の内閣がすでに機能する挙国一致政府の樹立や「二国家解決策」に対する広範な合意など、いくつかの注目すべき成功を収めたと述べた。ハアレツによる2009年7月の調査では、ほとんどのイスラエル人がネタニヤフ政権を支持しており、ネタニヤフ政権の個人的な支持率は約49%であることが判明した。ネタニヤフ首相は移動の自由と輸入の流れを許可するためにヨルダン川西岸の検問所を解除した。これはヨルダン川西岸の経済活性化につながりました。2009年にネタニヤフ首相はアラブ和平構想（「サウジ和平構想」としても知られる）を歓迎し、バーレーンのサルマン ・ビン・ハマド・ビン・イーサ・アル・ハリファ皇太子のサウジアラビアの関係正常化の呼びかけを称賛した。
2009年8月にパレスチナ自治政府のマフムード・アッバス議長は、国連総会でネタニヤフ首相と会談する用意があると宣言し、そこでネタニヤフ首相はオバマ大統領の「三国首脳会談」への招待を受け入れたが、それが必ずしも首脳会談につながるわけではないと述べた。ネタニヤフ首相はこれらの合意をめぐって極めて重要な時期にあると報告されており、その合意には、その後のすべての入植地を凍結することと引き換えに、ヨルダン川西岸でのすでに承認された建設の継続許可と東部での建設継続の許可をめぐる妥協が含まれていると報告されているエルサレム、そして同時にそこに住むアラブ人の家の破壊を止めた。2009年9月4日にネタニヤフ首相は一時入植地凍結協定が締結される前に、より多くの入植地建設を承認するという入植者の政治的要求に同意する予定であると報じられた。ホワイトハウス報道官ロバート・ギブスは、この動きに対して「遺憾の意」を表明した。しかし、ある米国当局者は、この措置によって「列車が脱線する」ことはないと述べた。
2009年9月7日にネタニヤフ首相は行き先を報告せずに執務室を去った。首相の軍事長官メイル・カリフィ少将はその後、ネタニヤフ首相がイスラエルの治安施設を訪問したと報告した。いくつかの異なる通信社が、彼がどこにいたかについていくつかの異なる記事を報じた。2009年9月9日にイェディオト・アハロノスは、イスラエル指導者がS-300対空ミサイルシステムをイランに売却しないようロシア当局者を説得するために秘密裏にモスクワに飛んだと報告した。見出しはネタニヤフ首相を「嘘つき」と決めつけ、この事件を「大失敗」と呼んだ。その後、この事件を理由に首相の軍事長官が解任されると報じられた。サンデー・タイムズ紙は、この訪問は、イスラエルがイランの核兵器開発疑惑を幇助していると信じているロシアの科学者の名前を共有するために行われたと報じた。
2009年9月24日にネタニヤフ首相はニューヨークの国連総会での演説で、イランは世界の平和に対する脅威であり、イスラム共和国の核兵器取得を阻止するのが世界機関の義務であると述べた。ネタニヤフ首相はアウシュヴィッツの青写真を振りかざし、ナチスに殺害された自身の家族の記憶を呼び起こし、ホロコーストに関するイラン大統領マフムード・アフマディネジャドの質問に対して熱烈かつ公の場で反撃し、「恥じることはないのか？」と問いかけた。 
双方に和平交渉の再開を促すオバマ政権からの圧力に応え、2009年11月25日にネタニヤフ首相は10か月間の入植地建設の一部凍結計画を発表した。イスラエルの大手日刊紙ハアレツの分析によると、発表された部分凍結は実際の入植地建設に大きな影響はなかったという。米国特使ジョージ・ミッチェルは、「米国はイスラエルのジェスチャーの限界についてアラブ諸国の懸念を共有しているが、これはどのイスラエル政府がこれまでに行った以上のものである」と述べた。発表の中でネタニヤフ首相はこの動きを「和平プロセスを促す痛みを伴う措置」と呼び、パレスチナ側に対応を促した。パレスチナ人は、ヨルダン川西岸地区で最近承認された数千の入植地建物が引き続き建設され、東エルサレムでの入植活動が凍結されることはないという点で、このジェスチャーは「重要ではない」と述べて、この呼びかけを拒否した。
2010年3月にイスラエル政府は、このような行為はイスラエルとエルサレム間の和平交渉を妨害するという現米国政府の立場にもかかわらず、ラマト・シュロモと呼ばれる東エルサレム北部の大規模ユダヤ人住宅開発地に追加の1,600戸のアパートの建設を承認した。パレスチナ人。イスラエル政府の発表はジョー・バイデン副大統領の訪問中に行われ、その後米国政府はこの計画に対して強い言葉で非難を発表した。ネタニヤフ首相はその後、これまでのすべてのイスラエル政府が近隣での建設を継続的に許可しており、ラマト・シュロモやギロなどの特定の近隣地域は、どちらかが提案した最終合意案に常にイスラエルの一部として含まれてきたと声明を発表した。今日までの側面。ネタニヤフ首相は発表のタイミングを遺憾に思ったが、「エルサレムに対する我々の政策は、42年間全イスラエル政府が踏襲してきた政策と同じであり、変わっていない」と主張した。

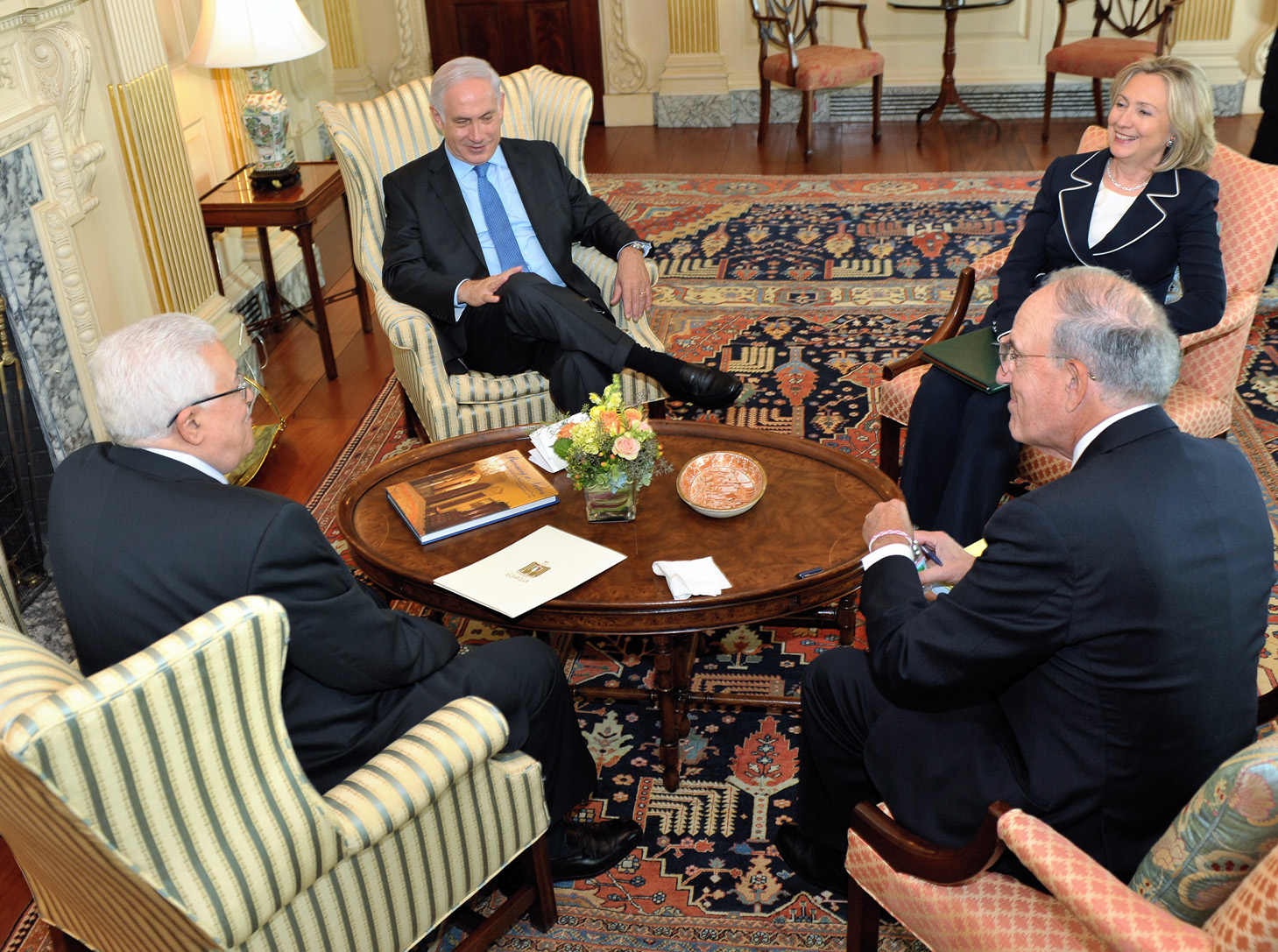
直接会談開始時のネタニヤフ首相、ヒラリー・クリントン、ジョージ・J・ミッチェル、マフムード・アッバス（2010年9月2日）

2010年9月にネタニヤフ首相はオバマ政権の仲介で久しぶりにパレスチナ人との直接交渉に入ることに同意した。これらの直接対話の最終的な目的は、ユダヤ人とパレスチナ人のための二国家解決策を形成することによって、イスラエル・パレスチナ紛争に対する公式の「最終的地位解決」の枠組みを築くことである。9月27日に10カ月間の入植凍結が終了し、イスラエル政府は東エルサレムを含むヨルダン川西岸での新規建設を承認した。2011年7月に退任する際、元米国国防長官ロバート・ゲーツはネタニヤフ首相は米国に恩知らずでイスラエルを危険にさらしていると述べた。これに対しリクード党は、大多数のイスラエル国民が首相を支持しており、同首相は米国で幅広い支持を得ていると述べてネタニヤフ首相を擁護した。
ネタニヤフ首相は、1987年に米国の機密文書をイスラエルに渡した罪で終身刑を受けている米国人ジョナサン・ポラードの早期釈放を求めたが、失敗した。彼は1998年のワイ川サミットでこの問題を提起し、そこでビル米国大統領は次のように主張した。クリントン国務長官はポラード釈放に内密に同意していた。2002年にネタニヤフ首相はノースカロライナ州刑務所にいるポラードを訪問した。イスラエル首相はポラードの妻との連絡を維持し、オバマ政権にポラードの釈放を積極的に圧力をかけた。
2011年に社会正義を求める抗議活動がイスラエル全土で勃発しました。イスラエル全土で数十万人が生活費の高さに抗議した。これに応じてネタニヤフ首相は、問題を調査し解決策を提案するために、マヌエル・トラジテンベルグ教授が委員長を務めるトラジテンベルグ委員会を任命した。委員会は2011年9月に、高い生活費を引き下げるための勧告を提出した。ネタニヤフ首相は改革案を閣議で一括して推進すると約束したが、連立政権内の意見の相違により、改革案は徐々に採用されることになった。
ネタニヤフ首相の内閣はまた、全家庭に安価で高速な光ファイバー・インターネット・アクセスを提供するために、全国に光ファイバー・ケーブル・ネットワークを構築する計画を承認した。
2012年、ネタニヤフは当初早期選挙の実施を計画していたが、その後、2013年の国政選挙までイスラエルを最後までやり遂げるために物議を醸す挙国一致政府の樹立を監督した。2012年5月、ネタニヤフは初めて正式に選挙の権利を認めた。パレスチナ人が独自の国家を持つためには、公式文書であるマフムード・アッバスへの書簡の中で、以前と同様、非武装化する必要があると宣言した。2012年10月25日、ネタニヤフ首相とアヴィグドール・リーベルマン外務大臣は、それぞれの政党であるリクードとイスラエル・ベイテイヌが、2013年1月22日に予定されているイスラエル総選挙で比例名簿を統合して共同立候補すると発表した。

### 3期目
2013年の第19回クネセト総選挙では、ネタニヤフ首相率いる政党連合リクード・ベイテイヌは、リクードとイスラエル・ベイテイヌの前回の選挙の合計議席よりも11議席減ったが、第一党になった。イスラエルのシモン・ペレス大統領は、クネセトの第一党のネタニヤフに第33回イスラエル政府樹立の任務を課した。3月に第3次ネタニヤフ内閣(第33代政府)が成立した。新しい連立政権にはイェシュ・アティド党、ユダヤ人の家党、ハトヌア党が含まれており、イェシュ・アティド党とユダヤ人の家の主張により超正統派政党は除外されて野党になった。
ネタニヤフ首相の3期目の間、経済自由化政策を継続した。2013年12月に国会は企業集中法を承認した。これは、消費者物価を引き下げ、所得格差を縮小し、経済成長を促進するために、イスラエルの高度に集中した経済を競争に開放することを目的としたものである。ネタニヤフ首相は2010年に集中委員会を設置しており、同法案は同政権によって推進され、その勧告を実施した。新しい法律は、CEOの家族やその他の関係者が公開会社を保有し、その公開会社が他の公開会社を所有し、価格つり上げを行うことができる多層的な企業保有構造を禁止した。この法律の下では、企業は2層以上の上場企業を所有すること、および金融企業と非金融企業の両方を保有することが禁止された。すべての複合企業には、過剰保有株を売却するために 4 ～ 6 年の猶予が与えられた。ネタニヤフ首相はまた、消費者物価を下げて輸出を増やすために、イスラエル港湾管理局の労働者による独占とみなしたものを打破するために港湾民営化のキャンペーンを開始した。2013年7月に彼はハイファとアシュドッドの民間港建設の入札を発行した。ネタニヤフ首相はまた、産業界の負担を軽減するために過剰な官僚主義と規制を抑制すると約束した。

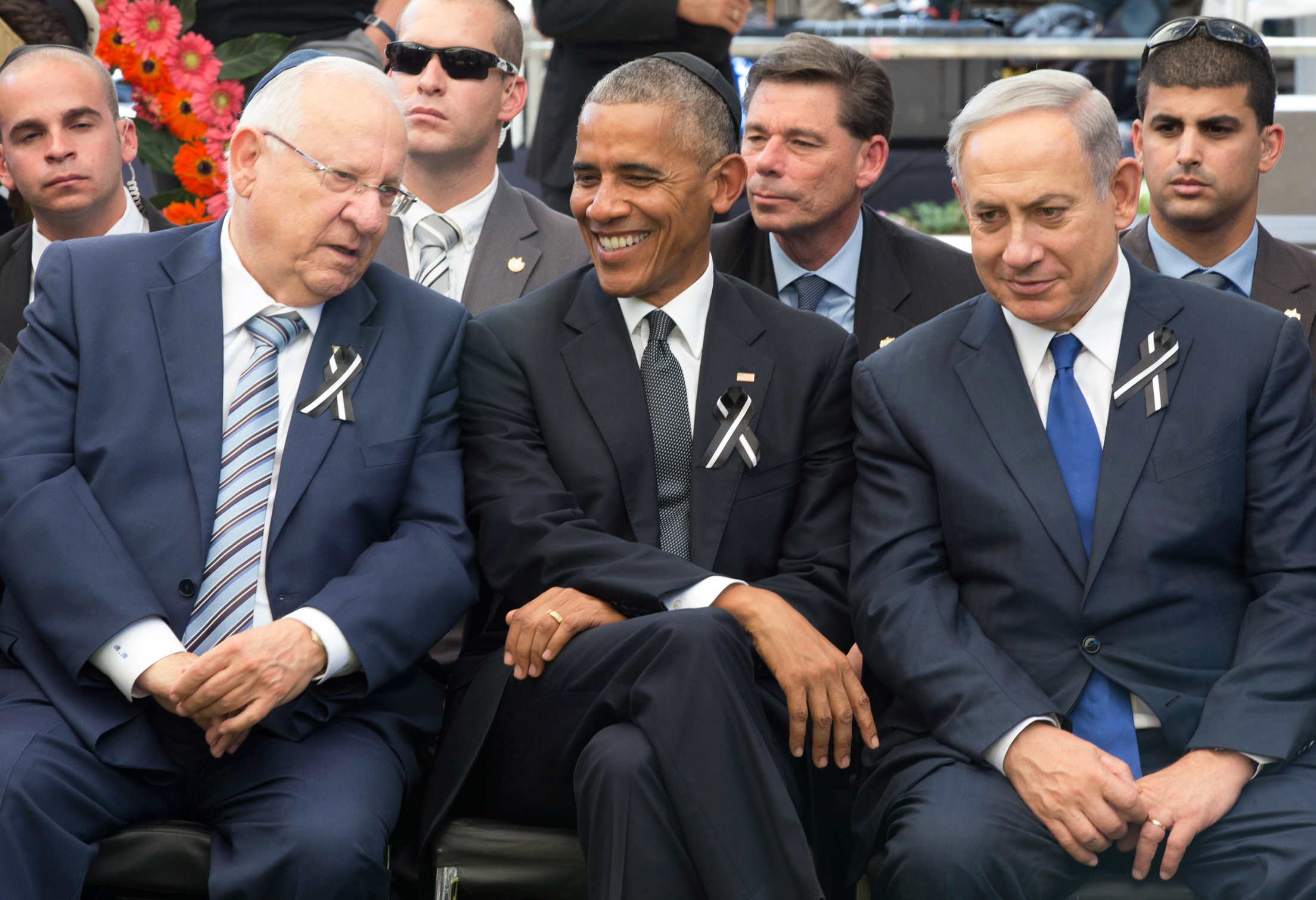
シモン・ペレス元イスラエル大統領の葬儀に出席したネタニヤフ首相、バラク・オバマ米国大統領、ルーベン・リブリンイスラエル大統領（2016年9月30日、エルサレムにて）

2014年4月と6月にも、ネタニヤフ首相はハマスとパレスチナ自治政府が合意して統一政府を樹立した際に深い懸念を表明し、パレスチナ連立政府と協力するという米国と欧州の両政府の決定を厳しく批判した。彼は、2014年6月にイスラエルの十代の若者3人を誘拐・殺害したのはハマスだと非難し、ヨルダン川西岸で特にハマスのメンバーを標的とした大規模な捜索・逮捕作戦を開始し、その後ガザ地区で数週間の間に60の標的を攻撃した。2014年6月30日に政府が疑う十分な理由があったため、ほぼ即時に殺害された十代の若者たちの遺体が発見された後、ガザ過激派とイスラエル国防軍の間のミサイルとロケット弾の交換はエスカレートした。数人のハマスの工作員の後、爆発かイスラエルの爆撃で死亡したため、ハマスはガザからイスラエルにロケット弾を発射すると公式に宣言し、イスラエルはガザ地区でプロテクティブエッジ作戦を開始し、2012年11月の停戦協定を正式に終了させた。首相は米国のテレビ番組を一巡し、CNNのインタビューでハマスを「大量虐殺テロリスト」と評した。作戦によるガザ地区の人々の死傷者が「第三次インティファーダ」を引き起こす可能性があるかとの質問に対し、ネタニヤフ首相はハマスがその目標に向かって取り組んでいると答えた。
2014年10月にネタニヤフ政権は政府企業の汚職と政治化を減らし、イスラエルの資本市場を強化する民営化計画を承認した。この計画では、兵器製造会社、エネルギー会社、郵便会社、水道会社、鉄道会社を含む国有企業、およびハイファ港とアシュドッド港の少数株主が最大49％保有される。同月にネタニヤフ首相は入植地批判を「アメリカの価値観に反する」と呼び、この発言はホワイトハウス報道官のジョシュ・アーネストからの激しい叱責を受けたが、彼はアメリカの価値観がイスラエルに継続的な資金提供だけでなく、その結果をもたらしたと指摘した。ただし、アイアンドームなどの保護技術。ネタニヤフ首相は、ユダヤ人が住む場所に対する制限は受け入れられないと説明し、エルサレムのアラブ人とユダヤ人は望む場所で住宅を購入できるべきだと述べた。米国の非難には「困惑している」と述べた。ホワイトハウスは「それはアメリカの価値観に反している。そして平和にとって良い前兆ではない。平和の条件としてこの民族浄化を行うという考えは、反平和だと思う。」と声明を出した。それから間もなく、アトランティック紙のジェフリー・ゴールドバーグは、米政権がイスラエルの入植政策に怒り、ネタニヤフがイスラエルに対する軽蔑を表明し、ネタニヤフとホワイトハウスの関係が新たな最低水準に達したと報じた。
2014年12月2日にネタニヤフ首相は中道派イエシュ・アティド党を率いるヤイル・ラピド財務大臣と、ハトヌア党を率いるツィピ・リブニ法務大臣の2人の閣僚を解任した。この変化は政府の解散につながり、2015年3月17日に新たな選挙が予定されている
2015年1月にネタニヤフ首相は米国議会での演説に招待された。この演説はネタニヤフ首相の合同議会での3度目の演説となった。彼が議会で演説することを発表する前日、タイム紙は、彼が米国議員とモサド長官タミル・パルドとの会談を妨害しようとしたと報じ、モサド長官は核開発を狂わせる可能性のあるイランに対するさらなる制裁の発動に対して警告するつもりだった。演説に先立って、2015年3月3日、米国のイスラエル総領事は「米国のユダヤ人コミュニティとイスラエルの同盟国からの激しい否定的な反応を予想していた」。反対意見には、オバマ政権の支援と関与なしでの演説の取り決めや、2015年3月17日のイスラエルの選挙前の演説のタイミングなどが含まれていた。アメリカのユダヤ系議員7名がロン・ダーマー駐米イスラエル大使と会談し、ネタニヤフ首相に対し、代わりに議員らと非公開で会談してイランについて議論するよう勧告した。ネタニヤフ首相は演説において、世界中のすべてのユダヤ人を代弁していると主張したが、この主張にはユダヤ人コミュニティの他の人々が異議を唱えた。ユダヤ人の平和の声の事務局長であるレベッカ・ビルコマーソンは、「アメリカのユダヤ人は、ネタニヤフやその他のイスラエルの政治家が、我々が選んだわけではなく、私たちの代弁者であると主張することを選択しないでください。」と述べた
2015年のイスラエル選挙で接戦とみられていた選挙日が近づく中、ネタニヤフ首相は自分の任期中にパレスチナ国家は樹立されないのかとの質問に「その通り」と答えた。同氏は、選挙運動の中で「今、パレスチナ国家を樹立するために誰かが(パレスチナに)土地を明け渡すと、それはイスラム過激派にイスラエルを攻撃する場所を提供することになると思う」と述べた。しかし当選後、MSNBCのインタビューで、ネタニヤフ首相は「パレスチナ問題で右に舵を切ったわけではない、私は政策を変えていない。ユダヤ国家を承認する非武装のパレスチナ国家を呼びかける2009年のバル=イラン大学での演説を撤回していない。私は一国家解決を望まない。私は平和的で持続可能な二国家解決を望んでいる。しかしそのためには状況を変える必要がある。」と言った。

### 4期目

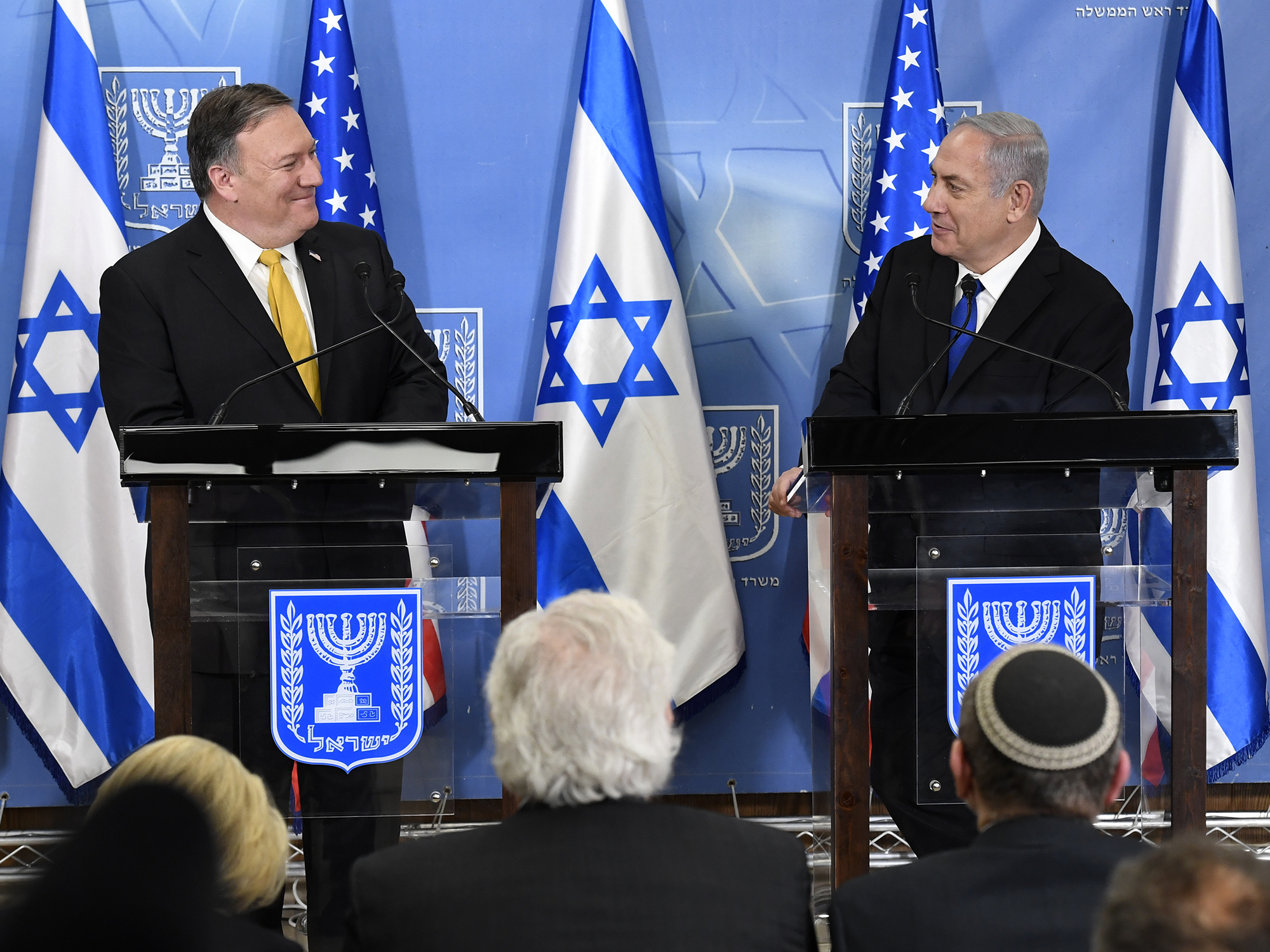
ネタニヤフと米国国務長官マイク・ポンペオ

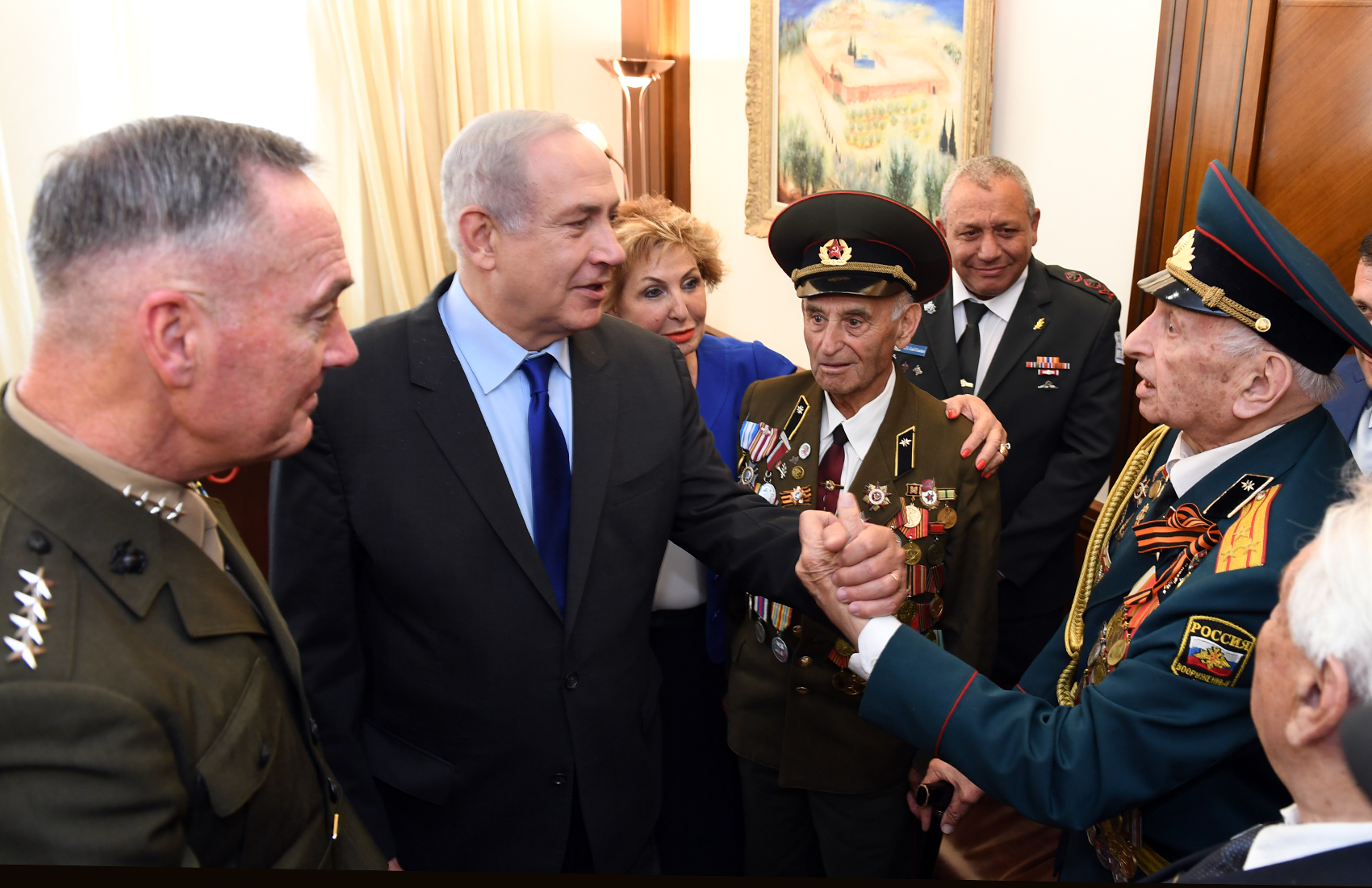
ネタニヤフとアメリカ統合参謀本部議長のジョセフ・ダンフォードと赤軍(ソ連軍)のユダヤ人退役軍人たち、ソ連がナチス・ドイツに勝利した記念日にエルサレムで（2017年5月9日撮影）

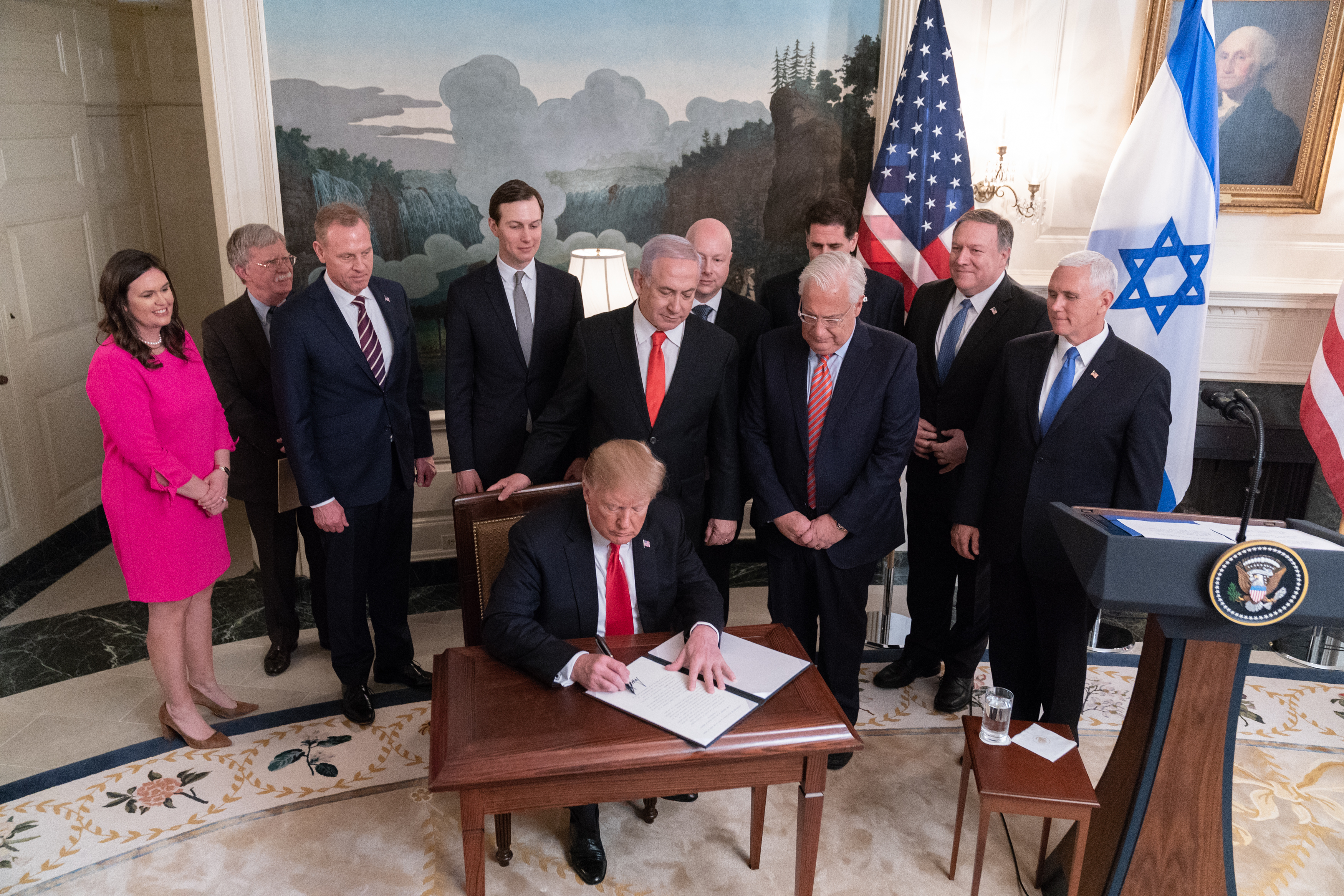
トランプ大統領は、ネタニヤフが加わり、宣言に署名した

2015年3月の第20回クネセト総選挙で、ネタニヤフが党首を務めるリクードが30議席分の票を得て、第一党になった。リブリン大統領は、期限の4週間までに議会の過半数をまとめる連立協定を結ぶことができなかったネタニヤフに、2015年5月6日までその期限の延長を認めた。5月6日の期限の直前に彼とリクード党はユダヤ人の家、統一トーラーユダヤ教、クラヌ、そしてシャスと61議席の連立政権を結成した。
2015年5月28日にネタニヤフは、次の総選挙で前例のない5期目の首相に立候補し、リクード党内のMK(クネセト議員)候補者を選ぶ現在のプロセスを支持すると発表した。
2015年8月にネタニヤフ政権は、農業改革と輸入関税の引き下げを削減する2年間の予算を承認した。食料価格、住宅コストの削減とインフラ構築のスピードアップのための建設における承認プロセスの規制緩和、競争と金融サービスの手数料の削減を促進するための金融部門の改革を行った。結局、政府はいくつかの重要な農業改革を取り除くことによって妥協を余儀なくされた。
2015年10月にネタニヤフは「ナチスのアドルフ・ヒトラーは、当初はユダヤ人を絶滅させようとはせず、ユダヤ人を追放しようとした。しかし当時のエルサレムのグランドムフティ(パレスチナのイスラム教の指導者)のアミーン・フサイニーがヒトラーに面会して、もしユダヤ人を追放すれば彼らはパレスチナに来るだろうと言い、それでどうしたいかとヒトラーに問われ、ユダヤ人を燃やせと答えた」と発言して広範な批判を受けた。この考えは主流の歴史家によって否定されている。歴史家は、アミーン・フサイニーとヒトラーのこの会談が行われるよりも前に、すでにナチスによるユダヤ人の大量殺人が始まっていたと言っている。ネタニヤフは後に「私の先の発言の目的は、ヒトラーに罪が無いと言いたかったわけではなく、国家(イスラエル)がまだない頃、いわゆる占領がまだない頃、(イスラエルの)領土や入植地もない頃に、現在パレスチナ国家の父として尊敬されている人物が、ユダヤ人の破壊を熱望して組織的に扇動していたと示すことだった。そして、その扇動は現在も続いている」と説明した。ドイツの首相アンゲラ・メルケルは、ネタニヤフとの共同会見で、ホロコースト(ショアー)は(パレスチナではなく)ドイツだけに責任があるとの歴史認識に変更はないと述べた。最も強い批判のいくつかは、イスラエルの学者から来た。イェフダ・バウアーは、ネタニヤフの主張は「完全にばかげている」と述べた。モシェ・ツィンマーマンは、「どんな形であれ、ヒトラーから他の人に責任をそらそうとする試みは、ホロコーストの否認にあたる」と述べた。サイモン・ウィーゼンタール・センターのen:Efraim_Zuroffは「ネタニヤフの発言は間違いだが、ムフティがホロコーストに関係していることは歴史的事実だ」と言っている。David S. Wyman Instituteのen:Rafael_Medoffは「4000人のユダヤ人を(当時の)パレスチナに送還する計画にムフティは反対して、その結果そのユダヤ人はアウシュビッツに送られた。ムフティはユダヤ人が殺されることになるとわかっていたことを示すたくさんの証拠がある」と言った。
2016年3月にネタニヤフの連合政権は、超正統派のメンバーが非正統派の祈りのスペースを作るために政府が提案したステップを撤回すると脅したため、潜在的な危機に直面した。彼らは、政府が保守党のさらなる公式の州の承認を提供する場合、連合を離れると述べた。

## 政策・主張
党内では右派に属しており、保守的な政策で知られる。その一方で、LGBTに対する権利については認めている。

### 司法
ネタニヤフは死刑存置論に属しており、入植地のハラミッシュで発生した凶悪事件では犯人の死刑を主張していた。

## 批判

### ホロコーストに関する発言
第二次世界大戦中のホロコーストによるユダヤ人虐殺をアドルフ・ヒトラーに提案したのは当時のパレスチナ指導者アミーン・フサイニーであるという主張をしばしば行い、パレスチナ側はもとよりイスラエル国内からも批判を受けている。ドイツのメルケル首相は「ナチスの責任だとドイツ人は、はっきり認識している」とネタ二ヤフに反論している。

### マスコミによる批判
2010年12月26日付のイスラエル紙「ハアレツ」は、社説で「ネタニヤフは右翼とカハネ主義者を勇気付けている」と題し、ネタニヤフがエリトリアやスーダンなどから戦火や抑圧、貧困から逃れるためにイスラエルにやって来た不法移民たちを「市民を脅かし、イスラエルの雇用を脅かし、ユダヤ人民主国家を脅かしている洪水である」と発言したことについて、「カハネ主義者や右翼のラビといった人種差別主義者たちによる攻撃の格好の標的を作った」と書き、ネタニヤフを厳しく批判した。

### 民衆による批判
2011年7月に、住宅価格や物価の高騰、激しい貧富の差などに抗議する大規模なデモがイスラエル国内で行われるようになり、ネタニヤフはイスラエル国民からこれまでにない激しい批判にさらされている。

### 国内政治家による批判
元イスラエル諜報特務庁長官のタミル・パルド(英語版)は、ネタニヤフの司法改革や外交政策に対し厳しく批判しており「ネタニヤフはイスラエルをアパルトヘイト国家にしようとしている」と非難している。
ハダシュ党首のアイマン・オデフ(英語版)はネタニヤフのアラブ人に対する政策と、ガザ侵攻の代表される戦争に反対し、彼を人権侵害を行なっているシリアと比較していた。

### 危機管理への批判
ネタニヤフは保守（右派）系の政治家であるが、2023年10月7日のハマースの奇襲攻撃を事前に察知できなかった事、ハマースのテロリストがイスラエル国土に侵入した後も対応が遅れた事への批判が保守系のイスラエル国民の間で広がった。
イスラエル国防軍はアジアで最も実戦経験があり諜報機関も優秀だったにもかかわらず200人以上のイスラエル国民の拉致が発生したこともダメージコントロールが出来ていないという責任追及がなされている。イスラエル国民の94％がハマスへの対応における準備不足の責任は政府にあると考えており、56％はネタニヤフは紛争終結後に辞任すべきだとしている。

### 2023年の戦争に対する批判
2023年パレスチナ・イスラエル戦争において大臣のアミハイ・エリヤフが「ガザに原爆を使うのも選択肢の一つ」と発言したことや、ネタニヤフが本戦争に対しヘブライ語聖書を引用し、「アマレク人が我々に対して何をしたかを思い起こせと私たちの聖書が呼び掛けている」「私たちはアマレク人の所業を記憶している」と発言したことに批判が集まった（「サムエル記」（15章3節）では、「アマレクを討ち、アマレクに属するものは一切、滅ぼし尽くせ。男も女も、子供も乳飲み子も、牛も羊も、ラクダもロバも打ち殺せ。容赦してはならない」と神が命令したと記されている。アマレクはイスラエルの敵を指すため、実質的に「パレスチナ人を皆殺しにする」ようなニュアンスとなる）。12月29日、南アフリカがイスラエルを、ジェノサイド条約違反の疑いで国際司法裁判所に提訴した。南アフリカは、ジェノサイドの意図の証拠の一つとして、このネタニヤフの発言を引証した。2023年12月27日、トルコのエルドアン大統領は、イスラエル軍に殺害されたガザ住民は2万人以上に上ると報告したことに触れ、「ネタニヤフは1940年代に数百万人ものユダヤ人を大量虐殺したヒトラーと同じだ」と演説した。2024年1月16日、イスラエル首相官邸は、南アフリカの「誤った馬鹿げた告発」であり、「ハマースのジェノサイド・テロリストが行った邪悪な行為と対峙する必要性を述べた物」と反論した。
一方で、イスラエル国内では「アマレク」皆殺しへの支持もあった。ネスとスティラによるデュオ曲"Harbu Darbu"は、イスラエル国防軍が「アマレクの子ら」に地獄の雨を降らせるという内容で、ガザ地区などへの攻撃を鼓舞し、ハマースのイスマーイール・ハニーヤ、イランのハサン・ナスルッラーフ、そしてネスとスティラが「親ハマース」と見なしたベラ・ハディッドらを名指しで標的とした。"Harbu Darbu"はケシェット・インターナショナル傘下の「mako」ヒットチャートで1位となるなど流行歌となり、IDF兵士にも流行したという。"Harbu Darbu"もまた、「ジェノサイド的」と非難されたが、ネスとスティラは「世界に我々が強国、強い軍隊を持つ国であり、悪い事ばかりではないことが知られて嬉しい」との見解を示した。
また、2024年4月19日、アビ・ディヒター農業・地方開発大臣は、ニル・オズのキブツからハマースらに拉致されたイスラエル人が、「（ハマースと）無関与とされる」ガザ住民によって傷害を負わされたと主張した。その上で、一人一人の住民を「テロリスト」と呼び、神の啓示とされる「アマレクの記憶を天の下から消し去る（「申命記」25章19節）」を引き、刑務所か墓のなかに送らなければならないと主張した。
4月29日、ベザレル・スモトリッチ財務相兼国防省付大臣は、ハマースなどとの停戦に反対し、「中途半端な仕事など存在しない。ラファ、デイル・アル＝バラフ、ヌセイラットは「完全な殲滅だ。『アマレクの記憶を天の下から消し去りなさい』だ。天の下に場所などない。」と、やはり「申命記」25章19節を引いて主張した。

## 親族
- 祖父：ネイサン・ミレイコフスキー - ラビ、作家、シオニスト政治活動家。
- 祖母：サラ・ミレイコフスキー
  - 父：ベン＝ツィオン・ネタニヤフ - イスラエルの歴史家、中世学者、ヘブライ百科事典編集者。コーネル大学で歴史学の教授を務めた。
  - 母：Zila Netanyahu
    - 兄：ヨナタン・ネタニヤフ（英語版）- イスラエルの軍人。サイェレット・マトカルの隊員であり、1976年のエンテベ空港奇襲作戦において戦死。
    - 兄の妻：Tuti Netanyahu
    - ベンヤミン・ネタニヤフ
    - 前妻：ミリアム・ハラン
      - 長女：ノア・ネタニヤフ・ロス
      - 長女の夫：ダニエル・ロス

    - 現妻：サラ・ネタニヤフ - 教育心理学者。（父：シュムエル・ベン=アルツィ - 作家、詩人、教育者。）
      - 長男：ヤイール・ネタニヤフ - ポッドキャスター、政治活動家。
      - 次男：アブナー・ネタニヤフ

    - 弟：イド・ネタニヤフ - 医師、作家、劇作家。

  - 叔父：エリシャ・ネタニヤフ - 数学者。複素解析を専門としている。イスラエル工科大学の理学部長を務め、新たに数学部を設立した。
  - 叔父の妻 - ショシャナ・ネタニヤフ - 裁判官、弁護士。イスラエル最高裁判所判事を務めた。
    - 従兄弟：ネイサン・ネタニヤフ - コンピュータ科学者。最近傍探索、k平均法クラスタリング、コンピュータチェスなどを専門としている。バル＝イラン大学コンピュータサイエンス学部の教授を務めている。

## 人物
- 2011年9月23日前後に端を発したパレスチナ自治政府の国際連合加盟問題をめぐって、一連の顛末を「愚か者の劇場」などと非難した[264]。また、ラマッラーに置かれたマフムード・アッバースパレスチナ大統領の国連演説を中継するために置かれた大型スクリーンに演説のためにネタニヤフが登場すると、パレスチナ人たちからスクリーンに向かって一斉に靴を投げつけられた（靴を投げつける行為はイスラーム文化圏では相手への最大の侮辱行為である。ムンタゼル・アル＝ザイディも参照）[265]。
- 安倍晋三と良好な関係だった[266]。
- 1997年8月と2014年5月に来日している。
- 葉巻を好んで吸っている。
- 2014年6月29日、クルディスタン地域の独立国を後押しする意向を表明した[267]。
- 2023年7月23日に心臓ペースメーカーの埋め込み手術を行った[268]。

### 被告人
2019年11月21日に、イスラエル国内の3つの刑事裁判において、収賄、詐欺、背任の罪状で起訴され、2025年6月現在、これらの裁判の刑事被告人である。

## 栄典
|  | 南十字星国家勲章グランド・クロス |
|  | 消耗戦争従軍リボン               |
|  | 第四次中東戦争従軍リボン         |

## 著書
- 『テロリズムとはこう戦え』ビニヤミン･ネタニヤフ〔著〕高城恭子〔訳〕落合信彦〔監修〕（ミルトス、1997年） ISBN 4-89586-131-7
- 恒久的平和：イスラエルおよび国家 - A Durable Peace: Israel and Its Place Among the Nations(ワーナー・ブックス、2000年)ISBN 0-446-52306-2
- テロリズムとの戦い：民主主義国家はどのようにして国内および国際テロを打ち破ることができるか - Fighting Terrorism: How Democracies Can Defeat Domestic And International Terrorism(ダイアン・パブ社、1995年)ISBN 0-7881-5514-8
- 国家の場所 - A Place Among the Nations(バンタム、1993年)ISBN 0-553-08974-9
- テロリズム：西洋はどのように勝ち取ることができるか - Terrorism: How the West Can Win(ファラー・シュトラウス・アンド・ジロクス、1986年)ISBN 0-374-27342-1